# 新竹取物語 1000年女王
『新竹取物語 1000年女王』（しんたけとりものがたり せんねんじょおう）は、松本零士の漫画、及びそれを原作としたアニメ。

## 作品解説
連載開始当時の1980年から見て近未来となる1999年を舞台に、1000年周期で地球に大きな災害をもたらす惑星ラーメタルの最接近という天文スペクタクルを交えながら、地球人の少年・雨森始とラーメタルから派遣された1000年女王であるラー・アンドロメダ・プロメシュームこと雪野弥生の交流を描いた作品。またこの機に乗じて地球移住をもくろむラーメタル人と地球人達との戦いも描かれる。
「産経新聞」（当時の題字はカタカナ表記の「サンケイ」）の朝刊と「西日本スポーツ」で1980年1月28日から1983年5月11日までの月曜〜金曜版に1ページずつ連載されていた。全1000回（全1000ページ）。なお、連載が休みとなる日曜版では「1000年女王ひろば」という読者投稿コーナーを設け、読者から寄せられた意見やイラストを掲載していた。漫画版、テレビ版、映画版ではキャラクターデザインや性格の設定に異同があり、ストーリー展開もそれぞれ異なる。
1978年から1981年にかけてヒットした『銀河鉄道999』を受けて、フジサンケイグループと東映が松本零士に原作を提供してもらい、産経新聞では漫画連載、フジテレビでは『999』の後番組としてテレビアニメシリーズ放映、映画版公開時にはニッポン放送でラジオドラマ放送など、グループを挙げての盛んなメディアミックス展開を行なった。宣伝も盛んに行われたことから、「宣伝女王」と揶揄されることもあった。映画版は、後に多くのアニメの製作で行なわれることとなる製作委員会方式の先駈けである。
しかし、先に『宇宙戦艦ヤマト』『銀河鉄道999』で爆発的なブームを巻き起こしていた松本アニメブームはこのとき既に陰りを見せており、アニメファンの注目は同時期の『機動戦士ガンダム』へ移行し、『999』ほどの人気は得られずにこのプロジェクトは終了した。

### タイトルとモチーフ
原作およびテレビアニメ版のタイトルロゴは「1000年女王」の文字を大きくとり、台形を逆さまにしたような形のデザインの上に尾を引く流星が描かれ、尾の中に「新竹取物語」と副題が書かれていた。この副題にあるように、モチーフは『竹取物語』（かぐや姫）である。松本によれば、本作を連載する6、7年前に描いていた漫画『ダイバー0』の「金星の1000年女王」というサブタイトルの回で1000年女王というキャラクターを登場させて以来、いつか長編にしようと構想を練っていたという。また、タイトルで「1000」と付いているのは「（銀河鉄道）999」の次ということを意識しているからでは、との問いに対し松本は「いや、まったくの偶然です」と答えている。

### 松本作品における位置づけと『銀河鉄道999』との関連性
松本は本作について「この『1000年女王』はメーテルの母親にまつわる物語、つまり、時系列的に『999』以前のもので、私の宇宙物にとって、絶対に欠かせない作品なんです。この『1000年女王』が無いと、一つの輪の重要な接点が無くなるんです。」と述べており、自身の作品世界を構築する上で重要な位置づけであることを明言していた。だが劇中ではそうした『999』との関連性については明示されることはなく、映画版のテレビCMで「1000年女王は、メーテルなのか?」というコピーが使われ始めた頃には松本自身も「雪野弥生はメーテル」と言い出したこともあって連載中は本作が『999』の前史であることや、メーテルの母・プロメシュームの物語ということが大きくアピールされることはなかった。しかしその後、本作の後日談で『999』の前日談となるアニメ作品『メーテルレジェンド』（2000年）と『宇宙交響詩メーテル 銀河鉄道999外伝』（2004年）で本作のヒロイン・雪野弥生が『999』のプロメシュームであることが作中で明示された。2009年末から2010年初頭にかけて産経新聞出版より全3巻で刊行されたコンビニコミック版では、表紙に「メーテルの母の青春」というコピーが入っており、本作が『999』の前史であることと、メーテルの母・プロメシュームの物語であることをアピールするものとなっている。
本作の「姉妹が女王に反抗し、一方は賊に身を落とす」という設定は1996年にビッグゴールドで連載を再開した『999』とその関連作品に引き継がれ、これに伴いプロメシュームの一人娘という設定のメーテルと彼女とはライバルという位置づけだった女海賊エメラルダスは姉妹となり、『メーテルレジェンド』と『宇宙交響詩』は「かつてセレンと共に姉妹で女王ラーレラに反抗した弥生が、やがて自らが女王プロメシュームとなり、そして娘のメーテルと海賊エメラルダスの姉妹に反抗される」という因縁話となっている。

## あらすじ
1999年、地球へと接近する太陽系第10番惑星の存在が確認された。東京郊外のとある町に住む中学生の少年・雨森始は、学校から帰宅した際に自宅の電子鉄工所で起こった爆発事故で両親を失ってしまう。自身も爆発に巻き込まれ、入院先の病院で謎の女性と出会う。数日後、伯父が所長を務める筑波山天文台を訪れると、そこには病院で出会った謎の女性がいた。彼女の名前は雪野弥生で、伯父の助手だという。
爆発事故と前後して、始の周りで怪事件が起こり始める。そこにちらつく謎の組織・1000年盗賊の影。やがて始は地球に近づく謎の惑星がラーメタルという名の星であること、弥生の正体がそのラーメタルから派遣され、永い間人知れず地球を導いてきた1000年女王であることを知る。
そして運命の時「1999年9月9日零時9分9秒」が、刻一刻と迫りつつあった。

## 登場人物

### 主要キャラクター
雨森 始 （あまもり はじめ）
声 - 戸田恵子
主人公。ごく普通の中学生で、容姿は『999』の星野鉄郎の顔を平凡にし学生服を着せた感じのキャラクター。宇宙に強い関心を持ち、弥生に好意を寄せている。学校の成績はあまりいい方ではないが、真面目で心優しい少年。当初は両親の死を1000年盗賊によるものだと考え、仇を討とうとしていた。
当初は鉄郎の1000年前の先祖という設定だったが、後に同じく『999』に登場するドクター・バンと同一人物とする説も出て、その説は根強く、別冊宝島982『松本零士 大宇宙ファンタジー』などでそうした記述を確認できる。
〔漫画版〕
弥生や夜森により知能をアップする装置にかけられ、宇宙船の操縦を行うなどの活躍を見せる一方、ラーレラの我が侭に散々振り回されつつも、ラーメタルに拉致されるなどの災難に逢う。その後、命がけのハンガーストライキを実行したり、弥生に一時天才に改造させられた潜在能力を駆使したり、夜森を自分の側に寝返らせる事で、ラーレラの心境に変化を与え、最終的に地球移住計画を断念させた。先祖はソフと呼ばれる弥生のはるか先代の女王が愛した原人だった。
〔TV版〕
1000年盗賊とも接点を持っていくうち、彼らもまた地球を救おうとしているのだと考えるようになり、反目しあう1000年女王と1000年盗賊を和解させるきっかけを作り、その行動力とひたむきさは、弥生とセレンの地球を救おうとする活動にも大きな影響を与えていく。終盤では、ヘリコプターを操縦し、ラーメタル接近による天変地異で逃げ遅れた人々の救助活動にも携わった。
〔映画版〕 
弥生の教え子の劣等生という設定で登場。地球を守るべく、両親の仕事の事を知った後に、博物館にあるゼロ戦を使用するなどしてラーメタル兵とも戦った。ラーメタルとの戦いの後、死の床の弥生から、弥生の依頼が原因で両親を死なせる羽目になった事を詫びられるが、自分よりも長い年月の中で苦悩し、地球のために故郷と戦う羽目になり、セレン、ミライ、夜森、ファラといった自分よりも遙かに多くの大切な人々を喪ってしまった弥生の心中と悲しみ、立場を理解して許し、涙の別れを迎える。
雪野 弥生 （ゆきの やよい）
声 - 潘恵子
本作のヒロイン。アニメ版ではTV・映画ともにトップクレジットとして表示され主人公となっている。ラーメタル名は、映画版と漫画版ではラー・アンドロメダ・プロメシュームII世。TVでは「II世」が省略されている。
1000年間、地球を見守る歴代1000年女王の一人で、地下大空洞内のラーメタル人による地下組織の頭目であり、漫画版と映画版では、1000年もの長い間に地球を支配する傍ら、地球人の良さと心を知って、地球を愛し、地球人に味方する心が芽生えていくが、自分の治世の間に優しかった地球人が、武器を手に採って戦い、血生臭い歴史を造るようになっていった事で、そうした地球人を変えてしまった母星ラーメタルと、その指令を実行した自分への後悔と嫌悪の念を人知れず抱き続けたり、自分の依頼発注したものが原因で始の両親が死ぬ結果となった事で、始への負い目も抱いている。
シンボルの三つ叉になっているような形状で、中央にハートマークがあるラーメタル王族のラー一族を意味する王冠は、TV版では自らの超能力を発揮する際の、強力な思念増幅装置ともなっており、その力はビルの高さをも超える巨大大津波をも食い止める程の超常的、超自然的な力を発揮するが、使用した場合の身体への負担は著しく大きく、天変地異を食い止めた使用後には立っていられず、失神してしまう程となる。最終話での暗黒彗星ラーへの突入の際には、大宇宙船内の動力となっている隕石のエネルギーと爆発力を増幅させ、その起爆剤となる大宇宙船の出力を臨界以上まで上げて自らの身を犠牲に地球とラーメタルを救った。漫画版と映画版では、そういった超人的な力を発揮する場面はほとんどない。
原作の漫画版、および映画版はメーテルそっくりの容姿で切れ長の目をしているが、TV版では大きな丸い目となった。
筑波天文台勤務の雨森教授の秘書をしているのはTV&漫画、映画版いずれも共通しているが、漫画版とTV版、そして映画版で以下の点が異なっている。
〔漫画版〕
雨森教授に拾われた後、地球上での両親に相当する老夫婦が経営しているラーメン屋・「三食ラーメン堂」に預けられて成長し、出前などもしている看板娘で、ラーメン屋の二階に住んでいる。TV版よりもはやく1000年盗賊と和解し、共に地球の為にラーメタルと戦う決意をするが、はるか昔の先代の女王が愛した原人ソフの面影（子孫）を持つ始の人を思いやる心に次第に感化されていき、ラーメタルとの戦いの中で、セレン、夜森、ミライを喪い、争いを終局させ、地球のためにラーメタルに戻る決意をし、ラーレラと和解、凍り付きながら地球から離れていくラーメタルに帰還する。
〔TV版〕
漫画版同様に「三食ラーメン堂」の看板娘で、虎縞の猫のレイジを飼っており、始達のマドンナだった。始とは所長との絡みからつきあい始め、当初は大宇宙船の設計図を入手する為、始に父の形見の設計図を半ば強引に提供するように持ちかける場面もあるが、次第に母星ラーメタルのやり方に疑問を覚えはじめ、両親を喪いながらも希望を棄てずに難局に向かう始の行動と熱意に心を打たれ、1000年盗賊との和解に尽力し、両親の力にもなっている始への協力と支援を惜しまなくなり、「始君は、私に人を愛することの大切さと、素晴らしさを教えてくれた。」として彼を愛し、助ける事にも全力を注いでいき、やがて地球とラーメタルを救う為に大宇宙船に乗って、暗黒彗星ラーへの特攻を決意する。
〔映画版〕
秘書の傍ら、始の通う学校の教師をしており、高級マンション風の部屋に住んでいる。当初はラーメタルと地球の狭間に居る自分に悩んでいたが、漫画版、TV版と同じように始のひたむきさに感動し、セレン、夜森、ミライを喪ってなお、自分と、地球人の心と善意を踏みにじるように地球に侵攻してくるラーメタルに反旗を翻して抵抗し、ラーレラと差し違える。
万能ネコ（レイジ）
TV&漫画版に登場する弥生の飼い猫で、松本作品に数多く登場する虎縞の猫・ミーくんに似ている。
「万能ネコ」の表記は、コミックス版における登場人物紹介での表記。TV版では原作者のペンネームから名前を取ってレイジという名前がある。
天文台に一人で帰ろうとした始を無事に送り返したり、弥生のいる地下基地へと案内するなど、さまざまな場面で活躍している。
雨森教授
声 - 永井一郎
筑波天文台の所長。始の伯父で、TV版では始の父は彼の弟に当たる（映画版では兄）。爆発事故で死亡した始の両親に代わり、彼の身柄を引き取ることとなる。太陽系第10番惑星の存在を初めて確認し、地球との衝突時間をコンピューターで「1999年9月9日零時9分9秒」と割り出した。当初は髪が生えていたが、映画版で爆風でカツラが飛ばされ禿げていたことがわかる（TVでは禿げていない）。
靴は下駄履きであり、漫画版、映画版ではこの下駄をラーメタルとの戦いに於いて、投擲武器として使用したが、その威力は信じられない事に、ラーメタルの戦闘艦に甚大なる大ダメージを与える程だった。
〔漫画版〕
TV版、映画版と異なって当初は頭髪があり、始や弥生と一緒に行動する描写も多い。三食ラーメン堂の弥生の両親からは、娘に悪い事を教えているなどと誤解もされている。ラーメタルの接近による地球の現状を憂いたり、それに関わる始と弥生の身を案じるストレスのあまりに、つるっパゲとなってしまった。
〔TV版〕
地球の未来を憂う姿が描かれ、各国のIDH（国際防衛組織）委員が地球の危機を目前にしながらエゴをむき出しにしている様子に憤りを感じている（地球脱出用の大宇宙船の設計図のコピーも、非協力的な彼等の眼前で燃やしたり、（自分と始を含めた）天文台所員全員が、脱出宇宙船の乗客に選ばれなかった事についても皮肉っている。）。謎めいた行動ばかり採る弥生や、行動的過ぎる始に手を焼かされ、特に始にはやや口五月蠅い態度と口調で接するが、それは兄弟の忘れ形見である彼の身を案じて故である。
〔映画版〕
侵攻してくるラーメタルの軍勢に対し、三八式歩兵銃を手にして、前述のようにカツラを飛ばされながらも戦った。ラストで弥生と別れ、悲しみに沈む始を「女王の愛はお前の中で永遠に生き続けるだろう」と云って励ましている。
アラジン
漫画版の途中から登場。レオパルドが始や地球を知るスパイとして差し向けたロボットで、役割的には『ヤマト』でいうところのアナライザー的存在。人間同様の感情と思考を持ち、友人になりたいとして始と接触するが、始に拒否される。だが彼への親愛の情は本物であり、その友情を優先した結果、レオパルドの命に背いて自身の回路を焼き切り自殺した。その後弥生の修理により復活、始の親友となる。
中がコクピットとなっており、二人程度なら乗せることも可能。足がキャタピラとなっているため地上走行が可能な他、下部ジェットで飛行も可能。ロボットなのでコンピューターが搭載されてはいるものの計算はまったくできず、幽霊のようなオカルトを怖がるロボットらしからぬ面もある。本人が豪語する特技は、衝撃を受けた時にタヌキ寝入りをする「死んだ振り」だが、その演技は警備ロボットを誤魔化せないので、上手いとは言い難い。後半には始と弥生を乗せて、小型ビークルの代わりを務めたり、所長と共に旧式兵器を用いたラーメタルとの戦闘にも参加。全てが終わった後には地球に残り、雪野家に身を寄せるようになる。
TV版でも登場が予定され、設定画も描かれていたが、打ち切りで登場しなかった。『宇宙交響詩メーテル』ではアラジンと似たデザインの、機械帝国を憎み、メーテルと共にプロメシュームと戦う少年ナスカの友人であるロボットランパが登場している。

### 1000年盗賊
セレン
声 - 麻上洋子、曽我部和行（TV版での覆面時）
秘密結社1000年盗賊の首領。ラーメタルのために地球人を利用するのはよくないとの考えから、1000年女王を中心とする地下組織と対立している。容姿は弥生と瓜二つだが、髪の色は漫画版と映画版はブラウンで、TV版は弥生よりややくすんだ金髪。弥生とは双子の姉妹だが、それぞれの媒体で設定が異なる。
〔漫画版〕
弥生の妹で、漫画版ではTV版と同様、覆面と黒いコートを着用していた。弥生と同様に始の父に宇宙船の部品供給と製作を依頼しており、それが始の両親の命を奪う事になったので、弥生同様に始へ負い目を抱いている。ラーメタル機甲団のレオパルドとは激しく激突し、ラーメタルの伝説の英雄ハンニバルとも旧知の関係で、漫画版の終盤で再登場した際には顔に傷ができエメラルダスのような容姿になった。物語終盤でレオパルド機甲団との激突で満身創痍となりながらも戦い続け、力尽きた。
〔TV版〕
古びた建物をアジトとして使用している。弥生の姉として登場しているが、TV版では二人ともクローン技術によって聖女王のクローンとして生み出されており、その為に弥生と瓜二つの外観となっている。
本来なら弥生より先に1000年女王として地球に派遣されるはずだったが、ふとした事で地球人に興味を持ち、ラーメタルでの地球人居住区の出入りをしていくうちに地球人と交流を結んだ事で、地球人と地球の素晴らしさを知っていくが、その為に母親の聖女王の怒りに触れて追放され、1000年盗賊を組織する事になったいきさつがある。IDH委員長とも協力関係にある。
当初は覆面と黒いコートを着用し、変声機で声を変えていた。第26話で正体が明らかになるまでクレジット表記は1000年盗賊ボス、首領だった。はじめはラーメタルの尖兵的役割だった弥生の1000年女王とのグループとは、地球を救う考えの相違や、始の父の大宇宙船設計図を巡って争奪戦をしていたが、始の誠意に心を打たれ、そして弥生との誤解からの対決時に落としたペンダントが拾われて、弥生が自分と同じ女王の証のペンダントを持っていた事で正体を知ったのに加え、ラーメタルからのスパイとなったゲランとの戦いをきっかけに素顔となり、抗争にピリオドを打った。
弥生と和解後には、ふたつ星でラーメタル機甲団を迎え撃つようになり、様々な形でサポートしていく。最終回ではラーへと特攻する弥生の決意と願いを無駄にしない為、聖女王の元へ赴き、妹が地球と母星の為に命を捧げた事を告げて和睦する。ラーの破壊後には母からは戻ってきて欲しいと懇願されていた。
〔映画版〕
映画版は漫画版と同じく妹設定で、漫画版やTV版とは容姿が大きく異なり、セミロングの髪型となり、覆面も被ってはおらず、最初から素顔で登場。弥生側との対立はほとんどなく、全面的とはいわずとも、独自の協調関係で結ばれていた。姉がラーメタルと地球の板挟みになっている事での苦悩を理解し、気遣う面もある。TV版、漫画版と同じように空洞船ノアの盾となって母星ラーメタルと戦うが、漫画版同様に戦死する。
トレンチの男
声 - 野島昭生
TV版のみに登場。1000年盗賊の一員でセレンの部下でかつボディガード。サングラスを着用し、トレンチコートを着こみ、始からは「トレンチコートの男（ノベルズ版でもそう呼ばれる）」と呼ばれて警戒されている。首領の命を受け、当初は始を付け狙っていたが、和睦後は一戦闘員となって、ふたつ星で戦う。
リトル・ハンニバル
声 - 池田秀一
映画版に登場する顔の上面が頭髪で覆われたセレンの副官で、TV版でのトレンチの男に相当するキャラクター。後述する漫画版のハンニバルとの区別の為か、「リトル」という設定名が付けられている。戦闘時にセレンを支え続けたが,セレンと共に戦死。
漫画版でも1000年盗賊の一員に、そうした目の部分が覆われている人物が見られる。
1000年盗賊A・B
声 - 大浜靖（現・速水奨）、佐藤正治
映画版でセレンの部下として登場する1000盗賊たち。速水の公式サイトでは、この映画版をデビュー作としている。

### 1000年女王の部下達
夜森 大介 （やもり だいすけ）
声 - 古谷徹
ラーメタル名は、ラー・エルス・ミリュー。1000年女王の部下だが、本来はラーメタルの空間機甲団に所属しており、階級は大尉。地球人を猿扱いしたり、始のことを見下す態度や言動が目立つ。
各媒体では、始を見下す態度、特徴は変わらないものの、それぞれ思考と思想、そして最期を遂げる描写が異なる
〔漫画版〕
先述の通り当初は始を見下す態度や言動が目立ったが、やがて始やアラジンに友情を感じるようになった。かつては弥生を愛するあまり、始の先祖であり弥生のはるか先代の女王が愛した地球人の原人ソフを嫉妬から殺してしまい、その過ちによる負い目を後半抱くようになり、覆面を被ってラーメタルアンドロイド師団指揮官の「デラ・マース・フロンティアラ」という偽名でラーメタルの為に働いていたが、弥生と始の行動と、ミライからの難詰などから、次第に心が揺れ始め、最期は始との友情に殉じて、ファラの攻撃から始を庇って相討ちとなった。
〔TV版〕
1000年女王親衛隊隊長として登場。初期にはパイロットを目指す始の教官だったが、地球人である始を見下し、彼や地球人に対する弥生の接し方を見て、彼女への不信感を次第に強めていき、遂には弥生に叛旗を翻して、ラーメタルと聖女王の為に手段を選ばぬようになり、燃料隕石を強奪し、筑波天文台を爆破しようと脅しをかけたり、弥生の両親の雪野夫妻を人質に大宇宙船を強奪しようとするなどの強硬手段に出た挙句、最期は大宇宙船を奪回しようとするミライと差し違えた。ノベルズ版（若桜木版）では、始に射殺されている。
〔映画版〕
地球の探査チームの一員で、表面的には弥生の部下だったが、正体はファラのスパイであり、本来の目的は弥生の監視役だった。しかし、漫画版同様に弥生を愛し、地球や女王のために戦う始にも刺激された結果、彼女を守るために祖国を裏切り、ラーメタルの戦闘艦に自爆攻撃を敢行した。
ミライ
声 - 杉山佳寿子
歴代1000年女王の眠る「聖なる墓地」の墓守で裸体の女性の姿をしており、黄色く光る体を持つ。弥生の忠実な部下であり、漫画版&映画版では彼女の呼びかけに応じて歴代の1000年女王を一時的に復活させて最期を迎える。
TV版銀河鉄道999の最終回にも、別人ではあるが、似たような容姿で、同名のプロメシュームの部下が出演している（999原作版でのメノウ的な役割）。
〔漫画版〕
掌に強力なエネルギーを発生させ、相手に向かってそれを幾筋ものエネルギー波として放つことができ、墓に近づこうとする者を攻撃する。また、レーザー光線も通用しない。始のことを原人ソフの生まれ変わりとして女王同様に丁重に接しているが、アンドロイドと勘違いされたことは悲しんでいた。その先祖ソフと、夜森との因縁も知っている。
〔TV版〕
やや無表情だった原作漫画よりも、鼻と口がはっきり描かれている。当初は始にも容赦はなかったが、やがて協力者となり、最期は弥生の両親と大宇宙船を奪回する為、夜森や永久管理人と戦って死ぬ。レーザー光線が効かないのは漫画版と同じだが、乱闘の際に、至近距離から夜森に撃たれたのが致命傷となった。ノベルズ版（若桜木版）では、永久管理人と共倒れとなる。
〔映画版〕
漫画版、TV版と異なり、緑色に光る身体を持つ。TV版のように墓守として侵入者と戦う描写は無い。始に母星ラーメタルへの帰還を拒み、愛する地球に眠ることを選んだ歴代1000年女王達の説明をする。なお、映画版ではかつては1000年女王の1人だったものの、自ら望んで地位を棄てて、墓守になったとされている。ただし、劇中ではそのような説明は無い。
永久管理人
声 - 弥永和子（TV版）・増山江威子（映画版）
地下大団地の管理人。見た目は弥生に似ているが、弥生を老婆にしたような姿で描かれている。髪はグレーがかった青色で、肌は薄緑色をしている。ラーメタル人は数万年に及ぶ寿命を持つため、見た目に老化はみられないが、彼女の場合は老婆のような容姿をしていることから、ラーメタル人の中でも相当な高齢だと推定される。
〔漫画版〕
地下団地の管理人として、団地全体を統率し、地球人避難を行う。しかし、本心ではここに地球人達が避難する事が無いように願っていた。
〔TV版〕
弥生よりも目が切れ長で細く、TV版女性キャラ（雪野夫人を除く）では唯一原作作者画に近く描かれている。夜森同様に弥生よりもラーレラへの忠誠心が強く、地下団地に入ってきた始を問答無用に射殺しようとしたり、地球人を救おうとしている弥生の行動に不信感を抱くようになり、終盤において夜森の呼びかけに応じて叛旗を翻した。また、髪の毛を相手に絡みつけてエネルギーを吸収することができる。最期はミライに焼き尽くされた。
〔映画版〕
関東平野の地下大空洞全体を管理している。映画版ではミライと同じく、以前は1000年女王の1人だったが、同じように地位を棄てて、管理人になった設定があるが、同じく劇中ではその説明は無い。弥生のために危険を顧みずに駆け付けた始に対し、「勇気のある優しい子」と評して、空洞内を案内する。物語ラストでは、弥生との死別を悲しむ始に「人の世に『生まれ変わり』というものがあるなら、あなたとこの女王は遠く時の流れの接する所で、愛し合う人として巡り逢うことがあるでしょう。私は、そう信じています」と告げる。

### ラーレラとその配下
ラーレラ
声 - 中西妙子（TV版）・武藤礼子（映画版）
ラーメタルの指導者であり支配者で、TV版では「聖女王」、そのノベルズ版では「ゴッドマザー」と呼ばれている。漫画版と映画版の容姿は地球人の幼い少女に酷似するが、実年齢は数百万歳に達している。外観からは下半身が存在しないように見え、空中を滑るように移動する。頭上と足元には光の輪が浮かび、頭上のものは「知恵の輪」と呼ばれる。「知恵の輪」はラーレラが強く思考することで発生し、これを他人に掴まれると脱力し、腰が抜けてしまう（漫画版）。
〔漫画版〕
顔つきが映画版よりもさらに幼く、黒い目をした少女のように描かれている。それに伴い、我が侭で非常に子供っぽい性格に変更されており、映画版で見せた指導者の威厳もあまり無い。当初は地球人を見下しており、始のことも単なる遊び相手と見做していたが、やがて本気で恋愛感情を抱くようになり、地球移住計画よりも始を懐柔することに傾注するようになる。その後、始がハンガーストライキを行ったことにショックを受け、何事も自分の思うとおりにならないことを思い知らされると、徐々に地球人への態度を軟化させていく。最終的にレオパルドの艦隊が敗退したことを受けて移住計画を断念し弥生と和解する。最後は始に世界で一番好きだったと告白して弥生と共にラーメタルに戻って地球を離れていった。
〔TV版〕
中盤より登場する惑星ラーメタルの聖女王。弥生&セレンの母親でもあり、弥生を本名の「アンドロメダ・プロメシューム」と呼ぶ。普段は幻影で本当の姿を隠しており、TV版で素顔を現したのは最終話のみで、漫画版や映画版と異なって完全な大人の女性の容姿で、弥生やセレンをやや老けさせたような素顔だった。ラーメタルの安泰のみを考え、地球には侮蔑的であり、地球人へ興味を持ち始めた娘達への扱いは冷たかったが、プロメシューム（弥生）が、自ら命を棄てて、全能の神と信じてきた災厄の元凶であるラーに突入するとセレンから告げられ、ラーを破壊された事でラーメタルが地球の軌道に入って。共に太陽の恩恵により暖かさが戻り、そのことで迷信に囚われて娘を信じてやれなかった自分の愚かさを悔やみ、さらにセレンから弥生の願いである「ラーメタルに住む地球人達を地球へ帰して欲しい」という言葉を受け容れて和解する。
〔映画版〕
容姿は幼いものの、言動は成人女性のそれであった。また瞳が描かれていないため、仮面のような容姿となっており冷たい印象を与える。地球人や配下である弥生に対しては、基本的に冷酷な態度で接していたが、ラーメタル人の将来を憂い、指導者としての任に殉じる面も多々見られた。また、「知恵の輪」からはレーザーに似た光線を放つ事が可能で、新1000年女王や弥生を攻撃し、新女王は絶命した。しかし、瀕死の重傷を負わせた弥生をファラに改造を行わせようとした時に始の介入に遭い、さらに起き上がった弥生から背中を銃撃されて致命傷を負い、その後の歴代の1000年女王の集中攻撃を受けて死亡した。
新1000年女王
声 - 潘恵子
名前は漫画版での表記で、TV版でのクレジット表記は新女王。
セレンと同様に弥生と瓜二つの姿をしているが、漫画版では弥生と違い、傲慢な性格で地球人を見下している。TV版では彼女のほうが弥生に比べて釣り目である。次代の1000年女王としてラーメタルより遣わされた。しかし弥生は交代を拒否し、金星の黒い都での決闘を行うことになる。なお、スタッフによるイメージセルでは、弥生を緑がかった黒髪にしたような姿でも描かれている。
〔漫画版〕
宇宙船で地球に飛来し、弥生と始を船に招き入れて、黒い都で弥生と果たし合いを誓わせる。弥生と同型の三つ叉の王冠をしているが、弥生のと違い、こちらには中央に♡マークはない。
金星での弥生との対決に敗れて燃え尽きるが、弥生自身は本心では争いを望んでいなかったようで、決闘後に弥生は、自分と同じ顔をして希望と野心に燃えていた新女王に手を下したのを悲しんでいた事を始に漏らす。
〔TV版〕
声は弥生と同じ藩恵子だが、弥生に比べ、やや感情の抑揚が乏しい冷たい口調が特徴。弥生と連れのミライ、そして弥生を追って来た始を船に入れ、聖女王の命令で弥生に交代を迫るものの、弥生が拒否した為に黒い都での決闘となり、敗れ去った。
その後に新女王を支持していた夜森は当初、弥生を新女王だと思い込んでいたが、始を殺そうとした事で新女王になりすましていた弥生の失望と怒りを買い、追放される。
ヤゴ
声 - 小山茉美
名前は映画公開後、漫画版で登場した際の表記。映画では名前がなく、クレジット表記は新女王。
〔漫画版〕
新1000年女王が倒された後に立体映像による通信装置で登場し、弥生に交代を迫ったが再登場することはなかった。
〔映画版〕
次代の1000年女王として登場。交代を拒否した弥生に対して対抗意識を見せたが、「出過ぎた真似をした」としてラーレラに処刑される。
ゲラン大佐
声 - 野島昭生
TV版に登場。夜森から「弥生が祖国ラーメタルを裏切っている」との報告を受けた聖女王が真偽を確認すべく、派遣したラーメタル人で死神ゲランと恐れられている。弥生の祖国への忠誠を一旦は確認したものの、夜森の密告から腑に落ちない点を感じたため引き続き再調査を行うことになり、夜森と共に1000年女王と1000年盗賊の和解の妨害を繰り返すようになり、始を殺害しようとしたところでレイジと弥生の攻撃を受けて倒れ、1000年盗賊に拘留される。
かつてはラーメタル星の戦闘機隊の教官として新米パイロット達を訓練しており、セレンも訓練を受けた生徒の1人だったが、最期は1000年盗賊と和解した弥生に射殺される。だが、絶命前に弥生の裏切りを夜森に連絡し，夜森がそれを聖女王に伝えた為、弥生は1000年盗賊と和解した代償として、ラーメタルが送り込んだ新1000年女王との決闘を強いられる事になる。
レオパルド指令
声 - 曽我部和行
フルネームはラー・フランケンバッハ・レオパルド。聖女王の親衛隊機甲団総司令の肩書きを持ち、ラーメタル最強の機甲団を率いる。
『宇宙交響詩メーテル』では、漫画版に近い容貌で（声は松本保典）、プロメシューム、ラーレラと共に登場している。
〔漫画版〕
若い将校といった風貌をしている。始のことを見下し、サル呼ばわりするが、敵ではあっても相手が立派な戦士であれば、敬意を払う。機甲団を率いて地球に残った1000年盗賊達と戦い、彼らを圧倒するが、地球人達の思わぬ兵器により苦戦を強いられ、やがて敗北を認め、その責任を採って自害する。
〔TV版〕
高齢の風貌をしている。巨大な宇宙船で地球に接近し、迎撃に当たったIDHの戦闘機隊を全滅させ、地球防衛軍の地上施設にも壊滅的被害を与えた。戦いを決めるのは軍事力ではなく、頭脳であるとの考えからこうした勝利に驕らず、地球の頭脳集団を潰すよう地球にいる夜森に指示を送るが、その計画は悉く失敗し、最後は母艦で猛攻をかけ、立ちはだかるセレンのふたつ星を追い詰めたが、弥生のゴンドラの参戦によって敗北する。
機甲団副官
声 - 麦人
TV版に登場したレオパルド機甲団の副官。クイーンマザウルスを指揮して地球攻撃に向かうが、1000年盗賊のふたつ星との戦いで敗死。
ドクターファラ
声 - 野沢那智
映画及び漫画版に登場。ラーメタル星にいる弥生の婚約者で地球移住用の巨大宇宙船・宮殿船の操艦を行い、地球侵攻の司令官としてラーメタル人を率いる。
映画版では弥生のことをラーメタル名の「プロメシューム」と呼んでいる。漫画版ではラーメタル名で呼ぶことはほとんどない。
〔漫画版〕
レオパルドの弟で、ラーメタル人の医学者でもある。弥生を宮殿船に連れ去り、自ら性格改造手術で弥生を自分の思い通りにしようとするが、救出に来た始に阻止され、敗北の責任を採った兄と違って未練がましく逃げ出して始を狙うが、夜森と相討ちとなった。
〔映画版〕
ラーレラからは次期指導者として目をかけられていた。ラーメタル人が地球のっとりの計画を立てているという事実を隠し、弥生を欺いていたことを心苦しく思っていた。性格改造手術で彼女をロボット同然にしようとするラーレラの命を受け、やむなく改造手術を実行しようとしたところを、宮殿船に侵入した始に撃たれ、そして自らの過ちを悔いてラーレラの最後の攻撃から弥生を庇い、始に後を託して死亡する。
カルデラ
声 - 安田昌代
映画版に登場するファラの副官で、感情の乏しそうな冷たい表情をしている。ファラにラーレラが呼んでいる旨を伝えるシーンで登場。一般公募で当選したファンが声を担当した｡
パイロットA、パイロットB
声 - 堀秀行、座間吉宏
映画版で登場するラーメタルの空間機甲団所属パイロット達。戦闘機隊で「大気の橋」を渡ろうとする地球の空洞船を迎え撃つ。
パイロットAはセレンの戦艦が向かってくることをファラに伝え、指示を求めていた。そしてファラから向かって来る戦艦が1000年盗賊セレンの船と聞かされると「裏切者」として始末すべく、戦闘機隊に攻撃命令を下した。
パイロットBは戦闘シーンで夜森大介に地下空洞破壊の指令を出している。ニッポン放送「夜のドラマハウス」『アマチュア声優コンテスト』のグランプリ受賞の副賞に当選したファンが声を担当した。
ラーメタル士官
声 - 古川登志夫、塩沢兼人、千葉繁
映画版に登場。ファラが指揮する宮殿船に搭乗している士官達。ただし、古川のクレジット表記はコンピューターである。

### 下町の人たち
始と弥生の住んでいる下町の人たち。TV版では町の名前が泉町と設定されている。始と弥生の両親以外はTV版のオリジナルキャラクター。
雨森夫妻（始の両親）
声 - 野島昭生（始の父/雨森元）、青木和代（始の母/雨森恵利奈）
始の父が自宅の電子鉄工所で作業中に爆発事故を起こしたため、始の母も爆発に巻き込まれて二人とも死亡してしまう。始は両親の死後も変わることなく誇りに思い、TV版ではその死を侮辱した者達には怒りを露わにしている。
〔漫画版〕
始の父は弥生やセレンが発注した宇宙船の部品を製造していた。ラーレラは始の心を読み取り、それを利用して作り出された生前の両親の姿を影（立体映像）として登場させたが、アニメとは姿が異なる。
〔TV版〕
父親は死の間際に「始よ広い宇宙を見ろ」という言葉を遺すと共に、彼にプレゼントした天体望遠鏡に大宇宙船の設計図を隠していたほか、始に対しては生前、人のために何ができるか考えることの重要性や生きる厳しさを説いており、始の回想にも頻繁に登場する。漫画版や映画版と異なり、セレンからは宇宙船の部品を発注されてはいない。母親は生前、始に対して自分の喜びは人に分け、人の悲しさは自分が背負ってやれと説き、他人と自分の区別をするなとも説いていた。
〔映画版〕
映画版では父親の生前の姿が始の脳裏をよぎる場面で確認できる程度で、母親の出番も始の家が爆発するシーンで悲鳴が響くだけである。父親には雨森元と名前が設定されていて、エンディングのクレジットで確認できる。
ラーメン屋のおじさん、おばさん（雪野夫妻）
声 - 田の中勇、杉山佳寿子
漫画版とTV版に登場。弥生が父さん、母さんと呼ぶ老夫婦で、ラーメン屋「三食ラーメン堂」を経営している。二人とも行方をくらますことの多い弥生の身を案じており、いつか彼女がどこか遠くに行ってしまうのではないかと心配している。
おじさんは弥生と始が一緒にいることに対しあまりいい顔をしていないが、おばさんは始のことをまんざらでもないらしく、漫画版では二人が一緒に風呂に入ることを勧めたりもしている。漫画版でのおばさんの弁によれば、ラーメン屋を経営して50年くらいとのことである。
〔漫画版〕
雨森教授から弥生を引き取り、一人娘として育ててきた。TV版に比べて肝が据わった性格のようで、非常事態でもマイペースで構え、地下空洞にラーメン屋が落ちる最中でも「空飛ぶラーメン屋が一軒くらいあってもいいじゃん」と豪語したり、空洞内の鳥を捕まえて、丸焼きにして食べたりしている。
〔TV版〕
ラーメタルによって連れ去られた地球人の子孫で、聖女王によってラーメタルから地球へ幼少時の弥生を派遣する際に記憶操作で「弥生が実の娘である」というかりそめの記憶を植え付けられ、弥生の養育係として地球へ派遣されたことが34話で弥生の弁により明かされる。それゆえ弥生のことを実の娘と信じ愛を注いで育てていた。ラーメタル接近に前後して不審な行動を繰り返す弥生を案じたり、その周囲をうろつく始を警戒するものの始と弥生の関係が深まる中で心を開き、何度も弥生と始に助けられる事になる。第41話で瀕死の重傷を負った夜森から弥生が自分たちの娘でないことを明かされて衝撃を受けるも、弥生との親子の絆は本物でありそれが揺らぐことはなかった。
※以下はTV版オリジナルキャラクター
番長、キザ
声 - 緒方賢一、山田俊司
始の同級生たち。当初は両親を失った始に対して心無いことを言ったこともあったが、やがて始のよき友人となり、特に番長とは妹のチコ絡みで関係が深まった。
番長は学生服の下に赤シャツを着ており、やや太めの体型をしている。
キザは学生服の下に青シャツを着ており、細めの体型で髪型はリーゼント。口から覗く2本の歯が特徴。
二人とも弥生目当てで三食ラーメン堂に来ることが多く、ラーメン屋のおじさんを怒らせている。始に弥生とのデートの約束を取り付けさせようとすることも。
先生
声 - 佐藤正治
始達の学校の先生。学校の場面では、遅刻したり授業中に居眠りする始を怒っていることが多い。
原作でも学校のシーンで教師は登場しているが、アニメとは風貌が異なる。
チコ
声 - 杉山佳寿子
18話より登場する番長の妹。突然の地震で起こった火災に番長の家が巻き込まれ、逃げ遅れるが始の捨て身の行動で救出される。そのことで始と仲良くなり、番長は「始はチコの将来の旦那になる」とまで豪語する程だった。
友人の女の子にアキが居て、誕生日は9月10日で、その時が来たら誕生パーティに参加して欲しいと始は約束される。
番長の父
声 - 玄田哲章
39話で登場。典型的なトラック野郎という感じのキャラクター。ラーメタルの接近による天変地異で逃げ遅れた人たちを、トラックに乗せて大空洞にある団地へ運ぼうと自主的に活動している。子供思いで、番長とチコの写真を車内に飾っている。

### その他
青木所員、白石所員、馬場所員
声 - 緒方賢一、曽我部和行、山田俊司
TV版&映画版に登場する筑波天文台の所員。
青木はTVでは1000年盗賊により、マイクロコントロール装置で操られたことがあった。
十文字博士
声 - 寺田誠
TV版5話に登場する科学者で、雨森教授とは大学の同期で友人だった。謎の失踪で行方不明となっていたが、筑波天文台周辺の森で発見される。死に際に「地底に船が…」という謎の言葉を遺し、息絶える。
百合（声・恵比寿まさ子）という一人娘がいる。
委員長
声 - 寺田誠
TV版に登場。地球に迫りつつある惑星ラーメタルの対策会議を行うIDHの委員長。1000年盗賊と関わりがある。物語後半に1000年女王と1000年盗賊が手を結んだ事で、地球の危機を救えるとさらに精力的になるが、34話で夜森に暗殺されてしまう。
委員
声 - 戸谷公次、佐藤正治
TV版に登場。謎の惑星ラーメタルの対策会議に出席している各国の委員。当初はラーメタルが地球に衝突するという雨森教授の話を信じようとしなかったが、衝突が避けられないと聞くや我先に地球脱出用の宇宙船を作ろうとエゴをむき出しにしている。
ラーメタル人
声 - 家弓家正、来宮良子
映画版冒頭で1000年に一度の春が来るのを待つラーメタル人達。
ヒミコ、楊貴妃、クレオパトラ
声 - 松島みのり、来宮良子、池田昌子
映画版に登場する歴代の1000年女王達で、本作では歴史上の人物達も1000年女王だった、という解釈がなされている（ただし、楊貴妃は「妃」であり、「女王」ではない）。聖なる墓地に安置されていた彼女達はいずれも、地球を愛し、母星ラーメタルへの帰還を拒んだとされている。ミライの力で一時的に復活し、地球を守るべくラーメタル人と戦い、見事に撃退して弥生の期待に応えるものの、それは故郷ラーメタルに反逆し、滅ぼす事も意味していた。
クレオパトラは漫画版にも登場。ヒミコは漫画版に登場してはいないものの、始が聖なる墓地で見たことを語る場面がある。映画終盤でクレオパトラは始に弥生からの臨終の手紙を手渡し、ヒミコはそれを読んだ後に、死に目に会おうとする始を抑え、死ぬと姿が変わるラーメタル人としての姿を始に見せたくない弥生の願いに応えている。そして最後は弥生の遺体を伴って、彼女達は全ての女王達と共に宇宙へと去って行く。
1000年の間に女王が二人いるという指摘に対し、松本は「1000年の間といっても、不慮の死などがあるからそういうこともありえる」とコメントしている。また、ミライや永久管理人のように自らその地位を棄てた事例もあるため、きっかり1000年間務めているわけではない。なお、劇場版ではクレオパトラが歴代の1000年女王たちを指揮する指揮官のような役目を務めている。
ハンニバル
漫画版に登場。映画に登場した同名キャラクターとは完全な別キャラクターである。
常に全身を黒装束に包み、ラーメタルの軌道付近を遊泳する魔女惑星・カーミラにおいて一人隠遁生活を続け、賢者のような風格を漂わせる。ラーメタル人にとっては、古くから「地獄の戦士」と恐れられる伝説的な英雄である。その正体はラーメタルのオリジナルの機械化人間であり、歴代の1000年女王を見守り、コントロールするための存在であった。ラーメタルの指導者、ラーレラとは旧知の間柄であり、弥生やセレンとも面識がある様子である。ハンニバルの体調は常に一定に保たれ、彼の製造するアンドロイドはラーレラやレオパルドを欺くほどに精巧である。また、詳細な方法は不明だが、何らかの攻撃手段を用いてラーレラの精神分離体を消滅させ、本体にまで及ぶダメージを与える実力者である。
当初はラーメタルと地球に対し中立の立場をとっていたが、物語が進行するにおいて徐々に始や弥生に協力的な態度を見せ始め、セレン率いる1000年盗賊とラーメタル機甲団との戦闘に際しては、カーミラを機甲団への防壁としてセレンを庇っている。

## 登場メカニック
インセクターシップなど、後日談である『宇宙交響詩メーテル 銀河鉄道999外伝』にも、登場するものが多い。
ラーメタルと地球では、ラーメタルが惑星の軌道をもコントロール出来るほどの科学力（ただし、暗黒彗星ラーのコントロールと破壊までは出来なかった（TV版））を持つ故に、大きな開きがあるため、TV版ではラーメタル機甲艦隊の攻撃に対し、地球側戦力が苦もなく撃破され、実質的に地球側の兵器では太刀打ちできなかった。
そうした力の差は漫画版や映画版でも如実に表れている。しかし、漫画版と映画版では、投石機や、大型弓矢、槍や下駄（雨森所長の）等といった取るに足りない地球の原始的な武器に対する処置を持ち合わせていなかった事が仇となり、これらの武器が命中すると、完璧に造られていた筈のラーメタルのメカニズムとコンピューターシステムに重大な支障が生じて、想定されていないマシントラブルによって撃破に至るほどの大ダメージを受けてしまい、地球側につけ込まれる要因となった。
さらに一方で漫画版と映画版の空洞船の開発や、それを動かす際と、TV版での大宇宙船建造には、地球の技術＝始の父による開発を必要としていて、映画版では空洞船のみならず、セレンのふたつ星にも地球の技術が応用されているという夜森の弁もあり、前述の地球製原始的旧式兵器に対する無力さと共に、ラーメタル技術といえど万能ではない描写もある。

### 艦船
TV版のラーメタル機甲団の艦船や、映画版に登場した歴代1000年女王の宇宙船を含め、ラーメタル人が使用する宇宙船には人の顔が配されたものが多く、さながら「人面（女面）船」である。
ゴンドラ
弥生の専用船で、デザインは前面に女性の顔を大きくあしらった奇抜なものである。船体色は黒で、側面には窓が行列のように並ぶ。TV版では前面に配された顔にある額の赤い部分から放たれた光の中に入ると自動的に船内に運ばれ搭乗することができる。漫画版では、弥生は船体側面にあるスロープ付きのハッチから搭乗している。漫画版とTV版では、海中から発進している。
武装も施されており、左右の側面にビーム発射口を3門装備しているが漫画版では使用していない。
TV版DVD-BOXの初回購入特典にはこれのストラップが付属している。
〔漫画版〕 
夜森曰く「1000年女王の自家用車」で、弥生が新女王との決闘に赴く際に使用したのが初出。その際は発光する隕石の外皮の下に有機的なフォルムの外皮が施され、2重のカモフラージュがなされていた。ラーメタル司令船に弥生が向かう際にも使用されたが、かつての婚約者だったファラを撃てなかった事で、逆にファラからの攻撃で撃沈されてしまう（弥生は助かったものの、拉致された）。
〔TV版〕
オープニングで1話から登場しているが、本編での登場は29話からである。その時の偽装カムフラージュの時の姿は、漫画版と異なり、後述する漫画版の護衛船に近い形状をしている。レオパルド機甲団に苦戦するセレンのふたつ星の援護に出たり、ラーメタルへ赴いたりする際にも使用されたが、最終回では大宇宙船のコントロールコアとなって最上部に据えられて、ラーの破壊に向かった。
なお詳しいスペックは不明だが、28話でのカムフラージュ時の時に天文台職員が計測したデータでは、全長200m、全高80mとなっている。
〔映画版〕
弥生がラーメタルの宮殿船に赴く際に使用した後、エンディングでは弥生の遺体を連れ添った歴代1000年女王達の魂を乗せて地球を去っている。設定では全長が、TV版より少々長くなっている。
ふたつ星
1000年盗賊・セレンの戦闘艦で、ゴンドラのように顔の意匠はない。その名の通り、船体側面と背面には二つの星と三日月、ドクロが描かれており、船体の上半分は黒、下半分はTV版では灰色っぽい色で塗り分けられているが、漫画では劇画版のカラーページでは下半分が赤となっている。艦首底部と艦橋前方左右に連装、三連装式の大型ビーム砲を二門ずつ備える他、漫画版では爆雷投下装置と3連装の分解衝撃線砲を艦底部に持ち、TV版は反重力エンジンと対艦ビームシールド並びに、上甲板と、そのインテーク部に多数の砲塔を装備、映画版での艦首のインテーク部内及び、上甲板部に多数の砲台を備えている。
『宇宙交響詩メーテル』では、本艦に酷似したトチローによって建造されたメーテルとナスカが乗り込む艦として、リファイン（艦橋下部の翼が延長され、上甲板に3連ショックカノン一基配置）されて登場。
〔漫画版〕
1000年盗賊専用艦として活躍し、金星での新女王との決闘に向かう弥生の妨害を排除する為に初登場。これを果たした後に、レオパルド機甲団の攻撃に向かったものの、撃沈された。後に改良・強化されたものが量産され、セレンは星が3つ描かれた「三つ星」、星が5つ描かれた「五つ星」に乗り換えている。
〔TV版〕
本編では28話から登場。ゴンドラ同様に海中から発進する。漫画版と同じく、金星での決闘に向かう弥生を追って、セレンが始を連れて乗り出している。その後のレオパルド機甲団との戦いでは、ラーメタルの侵攻から地球を守れる数少ない地球戦力となった。最終話では弥生と、彼女が乗る大宇宙船に別れを告げた後、母との面会に向かうセレンを乗せてラーメタルに赴いている。
また、『Dr.スランプ』との共演のスペシャル版では、本編には無い弥生と始が乗るゴンドラと戦うシーンがあり、これがゴンドラと共にTV版での初登場となった。
〔映画版〕
セレンは同様のデザインの戦闘艦に搭乗しているが、艦首部が延長されてカラーリングが異なるほか、星などは描かれていない。ラーメタルの前衛部隊とぶつかり合い、次々撃破していくが、物量で圧してくるラーメタル戦力の前に抗しきれず、撃沈される。なお全長はTV版の約２倍の322ｍに設定されている。
護衛宇宙船
漫画版に登場。弥生のゴンドラよりやや小型の船で、夜森によって改造マシンにかけられた始が操縦し、金星での新女王との決闘に向かう弥生を追うものの、どちらもふたつ星からの警告を無視した事で攻撃され、大破しながらも金星に着くものの、そこで沈んでしまう。
TV版ではノベルズのみに登場している。
新1000年女王の宇宙船
ラーメタルから派遣された新1000年女王が使用していた宇宙船で、漫画版とTV版には出ているが、映画版には登場しない。
両端を丸くした双円錐状のカプセルのような形をしており、中央部は透明なガラス状のカバーがされ、パイプのようなもので繋がっているのが見える。新1000年女王以外に乗組員はおらず、漫画版では内部のコンピュータが新1000年女王と会話していた事から、人工知能のようなソフトウェアによって船自体が制御され、一人でも運用出来る模様。
〔漫画版〕
ラーメタルから飛来し、新1000年女王は始を連れた弥生を艦に連れ込み、金星での果たし合いを誓うようにする。
金星に来て新1000年女王が弥生との決闘に敗れた後、空船となった事で、弥生は金星に着いて護衛船を失った始と夜森に対し、本船を使って帰るよう促した事で、2人は地球へ帰還出来た。後に歴代の1000年女王たちもこの船を多数使用し、その人数から船団の規模は艦隊レベルとなっていた。
〔TV版〕
作中でのスペックは全長200メートル、直径40メートル、推定重量5万トンとされている。ゴンドラ同様、船体から放たれた光の中に入ると自動的に船内に運ばれる。地球上にはない金色の超金属でできており、船内には庭園のような景色の広がるキャビンがある。船首部にはビーム砲を4門持つが、後部のエンジンは『さよなら銀河鉄道999 アンドロメダ終着駅』に登場する幽霊列車のフロントライト部に酷似している。
地球に降下した際、領空侵犯で迎撃に当たった地球人たちの戦闘機を撃墜した後、EXPO'85の際に建てられた1000メートルタワーの上に現れ、新1000年女王は弥生と、弥生を追って来た始を入れて、漫画版同様に決闘を誓わせる。
TV版のエンディング冒頭では金星の黒い都上空に停泊している姿が描かれているほか、後半パート開始時に使用されるアイキャッチの初期版では、この船の上に腰掛ける弥生の姿が描かれているが、本船自体は28話で、弥生と決闘していた新1000年女王の誤射によって破壊されてしまう。
大宇宙船
TV版最後半に登場する超巨大宇宙船で、全長6000メートル、総重量5億トンにもなる。大きさと形状が異なる円盤状の大きい物で直径3kmはありそうな船体が三段積みになっているような形状。船体とそのエンジン設計には始の父が関わっており、強大なエネルギーを秘めた隕石鉱石の中のエネルギーを解放する事で、その巨体を光速を超える速度で浮かせて、40宇宙パワーもの高出力で航行する事が可能となる。コントロールはゴンドラが最上部に設置されることによって行う。
漫画版や映画版に登場する関東大空洞船と同様に、当初は選ばれた地球人達をラーメタルに運ぶ目的で建造されていたが、弥生は自らの命を以て隕石のエネルギーを充満したこの船を、ラーメタルを地球に迫らせる事を強制している元凶たる暗黒彗星ラーにぶつけ、粉砕させる事に使用した。
歴代1000年女王の宇宙船
映画版で登場。ミライの力で復活した歴代の1000年女王たち専用の宇宙船で、弥生のゴンドラ同様、前面には大きく顔が配置されており、それぞれの女王が携わり、統治支配していた地球各国家の文化による装飾等が用いられている。
地球を守るべく、ラーメタルの侵略に立ち向かってラーメタル戦力を壊滅させ、ラーメタルの宮殿船に対し、船全体から高エネルギーを噴出し、それを身に纏うようにして一斉に体当たり攻撃を仕掛け、ラーレラもろとも宮殿船を葬った。
ディスプロシウム
漫画版に登場。レオパルドの座乗艦で、ラーメタル機甲団の旗艦。非常に巨大で全長5000メートル、全幅2500メートルの巨躯を誇る。艦全体に灯をきらびやかに輝かせており、その様子はさながら銀河系全体が横切るように見える。いくつかの艦に分離、そして1つに合体といった機能も持ち、分離状態でも戦闘能力を維持しており、旗艦らしくかなりの戦闘力を持っており、弥生は本艦の前では1000年盗賊の戦力では歯が立たないと見ており、それよりも遙かに貧弱な地球戦力は無力のように見えたが、地球人たちの思わぬ武器によって多大な被害を受けることに。
艦名は同名の金属から。
クイーンマザウルス
TV版と映画版に登場。設定画によると名称（仮称名）はラーメタル・クリッパー「クイーンズ」というが、当時未発売に終わったバンダイのプラキットの商品名ではこの名だった為、そちらの表記に倣った。全長1,000mとなり、艦橋の手前にはゴンドラと同じ女性の顔を模したクイーンズ1000型と呼ばれるコンピュータブロックを持ち、青く細長い艦体の両舷にカウメカ（仮称名）というラーメナニウム合金（地球の兵器では破壊不能のラーメタル製超金属）製の小型艦を合計6隻連結し、分離合体機能も持つ（本編未使用）。艦首部に4基ある主砲と、ミサイルランチャーなどの砲台が配置され、艦体後部両舷から長く伸びたに2対ずつのメインプラズマブースターを装着した独特のフォルムとなっている。
〔TV版〕
ラーメタル機甲団の主力艦。34話で機甲団母艦から発進し、艦橋脇のハッチには多くの艦載機を搭載していて、地球攻撃に向かったが、出撃したふたつ星に敗れて撃沈される。カラーは暗色のブルーで、TV版後期OPラストと中盤アイキャッチ前半にはゴンドラと、終盤アイキャッチ前半でも毎回登場しているが、本編登場はこの回のみ。　
〔映画版〕
「移住船母船」という名で登場。両舷に3隻ずつ移住船（設定名のカウメカ）を取り付けている。乗員は移住民を含め10万人まで可能。地球へ向け出撃するが、艦橋に夜森の特攻を受ける。なお、TV版と異なり、映画版は赤いカラー。
機甲団母艦
TV版に登場するディスプロシウム的な艦で、ラーメタルのレオパルド機甲団の旗艦。クイーンマザウルスのような艦船だけではなく、艦載機も多く搭載し、艦尾近くに艦橋兼コンピュータブロックのゴンドラ同様の女性顔がある。39話に於いて、全長数Kmはあろうかというその巨体と火力でセレンのふたつ星を圧倒し、絶体絶命の危機に追いやるが、弥生のゴンドラの参戦で形勢を逆転され、最後には倒される。
機甲団空母
TV版32話に登場。正式名称は不明だが、機甲団母艦に搭載されており、両舷前後にT字状の主翼を備え、同じように艦橋部に女性顔を持つ。艦載機を多数搭載している空母的な艦で、IDHの戦闘機隊を搭載機によって全滅させただけでは無く、地球防衛軍本部にまで壊滅的な打撃を与えた。
ゲラン艦
TV版18話でゲランが、IDHの武装探査船を迎撃し、19話で地球に赴くのに使用した長方形型のノッペリした印象の艦で、女性顔は無い。劇中では「ラーメタル艇1号」と呼ばれ、偵察艦といえるタイプの艦だが、艦首からビーム砲を放ち、武装探査衛星を苦も無く撃沈し、地球の防衛網を軽々と突破して飛来した。
武装探査船
TV版18話に登場したIDHの武装偵察船。地球に接近するラーメタルを探ろうと派遣されたものの、ゲラン艦の攻撃で撃沈されてしまった。
ラーメタル破壊艇
映画版で登場し、「艇」とは呼ばれるものの、設定全長550mとふたつ星よりも巨大な大型艦である。その全長の半分は艦首の三連破壊砲に占められていて、後部に回転可能な大口径ビーム砲などを装備。十数隻ほどが登場し、ふたつ星に止めを刺し、空洞船にも被害を及ばせるも、復活した歴代1000年女王の宇宙船の前には歯が立たずに、次々と沈められて全滅した。
宮殿船
ラーレラ達が地球移住のために使用した巨大宇宙船で、映画版及び漫画版に登場。大小の球体が2個繋がった形をしている。映画版でのカラーリングはあずき色で、漫画版ではベタで処理されている。漫画版でのアラジンの台詞によれば、大きい方の直径が約10km、小さいほうは動力装置の部分で直径が約3kmとなっている。映画版では「ラーメタル巨大船」という設定名がある。
〔漫画版〕
アフリカ大陸の1.5倍もあるラーメタル星のラーミユ大陸全体が船という大陸船の内部に存在し、大陸という外皮を砕いて登場する。だが、始が操作する空洞船によって潰され、身動きが採れぬまま撃沈される。
〔映画版〕
巨大船首砲、3連装主砲塔を装備。ファラの号令と共にラーメタルから発進し全貌を現すも、地球側の必死の防戦で侵攻を阻まれ、歴代1000年女王たちの攻撃で爆沈する。
夜森艦
漫画版に登場する夜森専用の小型艦。ラーに興味を持った始を乗せて、ラーに向かう途中で、レオパルドのディスプロシウムと衝突し、回収される。
レオパルド艦
同じく漫画版に登場するレオパルドがディスプロシウム以外で乗った大型艦で、ギアモーターを横長にして繋げていったような独特のフォルムの艦。攻撃してきた1000年盗賊の戦闘機を一瞬で消滅させる武器を搭載している。
『宇宙交響詩メーテル』でも、レオパルド専用艦として一部アレンジを加えて登場。
脱出宇宙船
TV版と映画版に登場。地球の政治家や科学者、企業家や名家といったエリート集団の人々のみが集められ、ラーメタルが迫る地球からの脱出に使われた地球側の宇宙船。これに乗ったエリート達は、地球を見棄ててラーメタルに逃げようとしたが、TV版ではラーの強重力に掴まって吸い込まれて押し潰され、映画版では流星雨によってどちらも全滅してしまう。
映画のノベルズ版では、一部の宇宙船のみラーメタルに到着出来た描写があるが、それ以降は描かれていない。
探査船母船
映画版でデザインされた地球側の大型宇宙船で、地球に接近するラーメタルの探査を行う為に建造されたものの、本編には未登場に終わった。ノベルズ版冒頭では凍り付いたラーメタル探査に向かっており、そこでは夜森も乗って、共にラーメタル探査に参加した事が記されている。

### 飛行機
インセクターシップ（昆虫船）
漫画版に登場。インセクト（昆虫）に似た形をした飛行機型の宇宙船。作中では、光の70%までスピードを出せることが確認されている。複眼のようなハッチを開いてコクピットに搭乗する。このコクピットは流体コクピットと呼ばれ、内部は液体で満たされており、弥生の弁によれば「人間と機械が一体に溶け合う最も完全なコントロールシステム」とのこと。機体の内部が液体で満たされても、搭乗者が溺れることはない。気を沈め、コクピット内部に浮かぶことで機体と一体化すると外の景色が見えるようになり、自分の体を動かす感覚で飛行することができる。ただし服を着ていると機体と一体になれないため、最悪の場合は機体が暴走してしまう。そのため、搭乗者は服を全部脱いで裸にならなくてはならない。
この設定により松本は必然的にヌードを描くこととなり、読者の子供から多数寄せられていた「弥生の裸が見たい」という声に応えた。
TV版での登場も予定され設定画も描かれていたが、打ち切りで登場しなかった。なお、バンダイで予定されていたキットは、漫画版とは異なるデザインだった。
1000年盗賊の戦闘機
漫画版に登場した1000年盗賊の宇宙戦闘機で、主翼の無い菱形に近い形状の戦闘機。レオパルド座乗艦を攻撃しようとするものの、敢え無く敗れ去り、生き残った数機の機体は母艦の位置を知らせない為に、母艦に帰還せず、自ら漂流して死ぬ覚悟で飛び去った。
探索艇
漫画版後半に登場する双発式の４人乗りジェットで、正式名称は不明。アンドロイド戦車の攻撃から地球人を守る為に、弥生、始、所長、アラジンが乗り込んで、アンドロイドの基地へ向かうのに使用した。
宇宙戦闘機
TV版に登場した地球のIDH所属宇宙戦闘機。IDHの命令で、ラーメタルの宇宙船や、機甲団攻撃に向かったが、圧倒的な科学力の差に敢え無く全滅してしまう。通常主翼を持つタイプと、三角形の対の前進翼を持つ２種が存在する。
後半アイキャッチには、始と弥生と共に登場。
ラーメタル艦載機
TV版登場の機体前部に砲門を二対付けた円盤形の戦闘機で、19話でゲランが地球の赴く際に使用。地球戦闘機など足下にも及ばない速度と、その攻撃を受け付けない頑強さに加え、地球レーダーでは捉えられない特殊なステルス機能を持つ。25話での1000年盗賊首領（セレン）の回想シーンでも登場。教官時代のゲランや、その頃の訓練生だったセレンが乗った訓練用の単座式と、実戦用で、ラーメタル機甲団所有の横に拡がった三座式の２種があり、三座式はIDHの戦闘機隊を全滅させ、地球とラーメタルの力と科学力の違いと差を見せつけた。
戦闘攻撃機
TV版に登場するクイーンマザウルスに搭載されていた二座式の双頭戦闘機で、後述する劇場版戦闘機に酷似した構造。スマートな後機に比べ、こちらは円盤状の形状だが、機首中央からビームを発射するのは同じ。ふたつ星との戦いで、クイーンマザウルスともども全滅する。
ラーメタル戦闘機
映画版に登場した二座式のトライデントのような形状の戦闘機。三つ叉機首の左右にコクピットがあり、中央部にビーム発射装置がある。この多数の機体を以てラーメタルは地球とラーメタルの間に掛かった大気の橋を侵攻し、最初はセレンのふたつ星に撃墜されていたが、やがて物量で押し、撃沈させるまでになるものの、その後の博物館の旧式兵器との戦いによって結局侵攻を阻まれた。
なおゲームの『松本零士999』では、ラーメタル艦として登場し、ラーメタルを侵略しにきたマゾーンと戦うべく出撃するものの、マゾーン艦の前にあっさり全滅し、アルカディア号の救援を待たなければならなかった。
始のヘリコプター
漫画版とTV版で地球側が使用するヘリコプターで、現用のヘリに比べ、キャノピー部が小さめで、着陸脚や機体が厚ぼったい形状となっていることが特徴。漫画版は序盤で、地下空洞へ物資を運ぶ輸送機の目的で使われ、TV版では始も操縦したことがあるが、36話ではおぼつかない腕前故に、夜森達の標的にされ、弥生を誘き出す餌として掴まってしまう。38話では始の操縦技量が上がった為、ふらつくこと無くトラック救助隊に元へ赴いたり、39話では聖なる墓所に到着し、夜森達の陰謀を阻止しているが、41話で始が弥生、所長、セレンの制止を振り切って救助活動に向かった時には、地下空洞に降り注いだ岩石によって不時着して大破してしまう。しかしTV版ラストでは、始によって再び同型機が操縦され、所長と雪野夫妻を連れて地上へ戻っている。
1000年盗賊のヘリコプター
1000年盗賊とセレンが使用する黄色いカラーリングの大型ヘリコプター。37話で夜森の罠で伊豆大島に置き去りにされた始と弥生の救出に行く際、雨森所長も連れて向かった。
ラーメタルヘリコプター
TV版で弥生や夜森達が使用したラーメタル製ヘリコプターで、地球の様な外装式のローターが付いておらす、内装式になっている。『さよなら銀河鉄道999 アンドロメダ終着駅』に登場する機械帝国のヘリコプターにも似たフォルムだが、白色のそちらとは異なり、紫のカラーリング。
超大型ヘリ
TV版で登場した一度に数百人の人員を運ぶことが出来るジャンボジェットをも遙かに凌ぐサイズの超大型ヘリコプター。ラーメタル接近の天変地異で、地上に居られなくなった人々が、地下の団地に集団疎開と避難する際に用いられた。
零式艦上戦闘機、メッサーシュミットBf109他
実在の戦闘機。
漫画版では先述の昆虫船と共に、空洞船の最下層にある発着場に保管されている。映画版では東京都内の博物館に置かれていた。始たちが搭乗し、ラーメタルの戦闘機と空中戦を展開した。夜森はロッキードPー38ライトニングに搭乗している。

### その他の兵器・メカ
アンドロイド戦車
漫画版に登場し、ラーメタルに到着した地球人たちを襲う。映画『わが青春のアルカディア』に登場したメカと同一のデザイン。左右に伸びたアームからビームを放って攻撃する。驚異的な復元能力を持ち、1000年盗賊による戦闘艦の分解衝撃砲を使用して原子レベルで分解、消滅させても復元した。しかし、1000年女王が赴くと無抵抗となり、たちまち後退していった事から、1000年女王の威光には逆らえない模様。
ラーメタル戦車
TV版40話に登場。地球戦車に近いデザインで、右側に単装砲を備えている。ラーメタルに戻った弥生のゴンドラを囲み、聖女王の怒りに触れて幽閉された後、始に救出された弥生が地球に戻るのを阻止しようとしていたが、弥生の超能力に蹴散らされ、逃走を許してしまう。
地下空洞専用円盤
漫画版とTV版に登場した小型円盤で、漫画版では夜森が雨森所長を地上に送るために使用し、ラーメタル接近に伴う天変地異の中で、所長を第四科学局ビルまで送り届ける。だが、そのビル内は既に1000年盗賊のものとなっており、夜森に促されて所長は共に第四科学局を発って、地下空洞へと避難するも、その避難途中にゲートに後ろ部分を挟まれて大破してしまうが、夜森も所長も脱出して難を逃れた。
TV版では、地下大空洞に降り立った始に、地底大団地をはじめとした場所へと案内した。
警備ロボット
漫画版に登場。魔女惑星カーミラに配備されているハンニバル配下のロボットで、ボール状の本体から、クモやタコのような長い脚を複数本生やしたような形状。複数で行動し、カーミラ地表を警護巡回している。その外観に似合わず高性能で、カーミラに不時着したインセクターシップから降りた始とアラジンを拘束。その際、アラジンが採った擬死行動も簡単に見破っており、ロボット達の「抵抗すると破壊する」という脅しにはアラジンも始も屈する他なかった。
昇降リフト
漫画版で弥生が地下空洞と、機械宮殿を行き来するのに使用する二人乗りの立ち乗り型リフト。TV版のスペシャルでは、ゴンドラから降りる時に使用された。
探査衛星
TV版に登場したIDHの無人観測衛星。ラーメタルに接近し、その全容を探ろうとするが、ラーメタルからの攻撃で破壊されてしまう。
フェニックス
TV版に登場したIDHが開発した超大型ミサイル。30話で地球に接近するラーメタルに対し、宇宙の法則を変えたり、惑星の破壊を好まず、地球、ラーメタル双方の被害を抑えたい雨森教授の提案で、ミサイルの爆発力を利用して軌道を変える「フェニックス計画」の実行兵器として使用され、夜森の脅迫と妨害にめげずに発射された。その結果、V1、V2、V3の３機がラーメタルの北極点に命中、地殻変動を起こして軌道を僅かに変えたものの、地球への被害影響まではほとんど変えることは出来ず、計画は徒労に終わった。しかし、IDHは作戦失敗の事実を公表すれば、地球人がパニックを起こすと恐れ、ラーメタル激突寸前まで隠蔽するしかなく、そればかりか、ラーメタルを傷つけられた事でラーレラを刺激し、機甲団による報復を招く結果となってしまう。
弥生のバイク
TV版で弥生が使用する赤い二輪車。物語初期～中期に使用された。TV版は現存車輛のように四輪、二輪の両方の車が描かれたが、後述する映画版では主要陸上ビークルの多くが、タイヤを排したエアカーとなっており、やや現実のデザインを流れに沿っているTV版の車輛と、より未来的、SF的に造っている映画版と車輛及び、その世界観の違いを浮き彫りにしている。
1000年盗賊の専用車
TV版で1000年盗賊が多用する黒い高級車然とした車。日本車か、日本輸入向け外国車種のような右仕様ハンドル。
雨森所長の車
TV版での雨森所長の愛車で、所長は下駄履きにも関わらず、器用に運転している（現在は下駄履きでの乗車運転は禁止（道路交通法第七十条））。マツダ ファミリアAPに酷似したフロント形状。
重力バイク
映画版で始が乗った小型のバイクで、二輪を排したデザインで、浮揚して進む。ラーメタル接近による隕石落下で、弥生の身を案じた始はこれで弥生のマンションを訪れたが、そこで永久管理人と出会う。
エアカー
映画版で弥生の愛車としてデザインされた白いエアカー。四輪だけではなく、ハンドルなどの類は無く、磁気カードを入れてコース設定をすることで、コンピュータが自動的にそこへ案内するというもので、ドライバーが運転する必要は無い。対照的な赤いカラーのセレン専用カーもある。
ラーメタルエアカー
TV版でラーメタル側が使用するエアカー。屋根の無い開放式で車体中央で運転し、後部にも席がある。地下基地に運び込んだものと、ラーメタル星で使われているものが登場している。
盗聴器
TV版で弥生の行動に不審を抱き、夜森の話に信憑性を抱いたゲランが、弥生や始の動きを探る為に、蝶や花の中に仕込んだ盗聴器で、そうした偽装をして2人の元へ送り込んだ。これで1000年女王と1000年盗賊の話し合いを襲撃したり、動きを事前に察知するなどの妨害工作を行った。
改造マシン
漫画版に登場した強制知識習得マシン。人間の身体を椅子に拘束し、頭にヘルメット状のヘッドギアを被せて、スイッチを入れると何億冊もの書物等の知識を一瞬で詰め込む機能を持つ。それを受けると別人のように、本人が知りもしない知識までインプットされていて、それを応用して単独で宇宙船を動かしたり、戦闘技能なども習得したり、様々な科学的分析なども行うなど、本人の潜在意識の中に封じられている力をも呼び覚ませる事すら可能だが、7、8時間くらいしか効果は持続せず、それを過ぎると元の木阿弥となってしまう。
本編ではその改造を受けるのはもっぱら始だったが、改造時には強烈な脳刺激が及び、失神する程の衝撃が走るので当の始もかけられるのを嫌がっていた。TV版と映画版では劇中に登場しないが、TV版と映画版で脚本を担当した藤川桂介がノベライズしたコバルトシリーズ版には登場している。
『宇宙交響詩メーテル』では、プロメシュームが「儀式」と称してメーテルにこの装置を使用し、歴代1000年女王の記憶の引き継ぎを行っている。この場面では地下大空洞内のジャングルやメーテルにとって面識のない永久管理人やミライ、夜森などのイメージ映像が挿入され、彼女に歴代女王の記憶が引き継がれていることが描写された。

## 登場種族・生物
地球人
地球出身の人間。雨森始や雨森教授、弥生の育て親である三食ラーメン堂の老夫婦などが該当し、漫画版やTV版では、ラーメタル人が眠りに入る間、地球から多くの地球人をラーメタルに送り、そこでラーメタル人の繁栄の土台となるよう労働を強要される。そうした人々をはじめとした多くの一般地球人は、ラーメタル人の指導者たちや、ラーメタル人ならびに、同じ地球人の一部エリート達からは「サル」と見下されているが、彼等はそのサルと蔑まれる地球人と、彼等に協力する1000年女王と1000年盗賊達によって、大きなしっぺ返しを受ける事になってしまう。
TV版での弥生やセレンにとっては、ラーメタル人として産まれ、1000年女王として生きてきた自分達にとって、ラーメタル人からは学べなかった生活や愛を学び、自分達を変えて、素晴らしい事を教えてくれた反面、セレンの分析では「財産に執着し、ラーメタル人ほど統率は採れず、利己的な部分ではラーメタル人よりも上」という辛辣かつ的確な評価もされている。
ラーメタル人
惑星ラーメタル出身の人間。1000年女王である弥生とその部下たち、1000年盗賊の首領セレン、ラーレラとその配下などが該当する。ラーレラやミライのような例外を除き、外見は地球人と変わらないものが大半だが地球人よりも遥かに長命である。彼らは地球人類が誕生する以前から高度な文明を築き、地球に1000年女王を派遣していたが、その繁栄は、地球から連れて来られた地球人達によって支えられていた。
マユ
映画及び漫画版に登場する2頭身の2足歩行生物。真っ白でふわふわしており、背は低い。弥生曰く「宇宙で一番かわいい、やさしい動物。そして、優しすぎて悲しい動物。」。
漫画版での弥生の弁によれば、地球に降り立った初代の1000年女王が初めて出会った「知恵」ある2足動物だったという。鳴き声は「キュン」、「キュ〜ン」など。漫画版では弥生の元で保護されており、空洞船の揺れで落下してしまった始と所長を受け止めて助けた。
映画版では地下大空洞に生息し、始と戯れている。空洞船が動き出す際には、身を寄せ合って恐怖に耐えていた。
ヌナ
漫画版で登場。ラーメタルに生存する草食恐竜のような姿をした生命体で羽が生えており、その体からは「気持ちの悪い嫌な匂い」がする。地球とラーメタルの間に架かった「大気の橋」を渡っていったヌナの大集団は、始を咥えて地球へと連れ去っていった。弥生の弁によれば人を食べることはないとのことである。とても早く飛ぶことができ、始を助けに行った夜森の追跡機がフルスピードで追ってもなかなか追いつけないほど。
このほか、松本作品で頻繁に登場するトリさんそっくりの黒い鳥が登場し、地下大空洞に生息している。

## 登場建造物・惑星
雨森電子鉄工所
始の自宅で、始の父の仕事場でもある。漫画版では物語冒頭、TV版では第1話のラストで大爆発を起こし、吹き飛んでしまう。原作ではその後登場しないが、TV版では19話で始が望遠鏡に隠されていた宇宙船のエンジンの設計図を弥生に渡す際の待ち合わせ場所として使われたり、22話では反目しあっていた1000年女王の弥生と1000年盗賊の首領の会見の場として使用された。爆発する前の生活描写では1999年という時代設定の中でも1970年代の電気炊飯器などの家電設備が使用されている。
筑波山天文台
雨森教授が所長を務める天文台で、正式名称は「産経大学筑波山天文台」。半球型の天文台で、天体望遠鏡が3連装の砲身のように設置されており、砲台のような形をしている。さらにそのドーム部分には一際大きな望遠鏡が突き出ている。また、非常時には天文台のある地盤ごと回転して地下に逆さまの形で収納される仕掛けがある。
〔漫画版〕
天文台から少し離れたところに落ちた隕石を分析しようと、その分析中に生じた事故で跡形もなく吹き飛んでしまった。
〔TV版〕
ラーメタル接近に伴い、建造物は大きな被害を受けるものの、最終回まで残存し、雨森教授をはじめとして天文台所員がここでラーメタルの分析に当たった。
〔映画版〕
やや厳ついデザインの漫画版、TV版と形状が異なっており、より未来的にリファインされ、望遠鏡は大きな物が1つだけである。デザインは板橋克己。
三食ラーメン堂
弥生が育て親と暮らしているラーメン屋。一見変哲のないラーメン屋だが、2階の押入れから地下大空洞にいくことができる。弥生によれば部屋全体が一種のエレベーターと思っていいとのことである。
なお物語と直接関係ないが、TV版では当初250円だった「ラーメン」が2か月後あたりには360円へと大きくインフレーションを起こしており、終盤では350円に値下がりしている。
〔漫画版〕
TV版と異なり、雨森教授と一緒に育て親のおばさんも入ってきたため、弥生が地下で活動していることがバレてしまった。弥生達の手により、大空洞へは店舗毎避難するように後で改造され、そこで再びラーメン屋を継続する事になる。
〔TV版〕
TV版では押し入れの偽装が巧妙に施され、弥生以外にそのからくりを知るのは始だけだった。物語後半では、度重なる天変地異によって店舗に被害が及ぶようになる。そのような状況下でも地下空洞への避難疎開を渋る父親の為に、始は弥生と所長に相談し、空洞内にそっくりそのままの新店舗を建てるよう頼んでいた。その始の思いやりに弥生は感動し、父親もまた、始への感謝として新店舗最初の1号ラーメンを造って御馳走した。
泉中学校
雨森始が通う東京都内にある中学校。
〔漫画版〕
物語序盤で校舎の情景と中が描かれる以降には、ほぼ登場しない。
〔TV版〕
漫画版よりも幾分描かれており、始は番長とキザと同学年同クラスである。校舎内は1970年代～1980年代のごく一般的な造りになっている。
〔映画版〕
漫画版、TV版との大きな違いは、弥生が始のクラスの担任教師として赴任していることだが、設定だけであり、作中には登場しない

第四科学局ビル
東京中心部にそびえる高層ビルで、横の方にそのまま大きな文字で「第4科学局」と描かれている。ラーメタル接近に伴い、様々な科学データや、観測資料がここに集められ、分析されている。耐震構造にも優れ、ラーメタル接近の天変地異によって、周囲の建造物が倒壊する中でも立ち続けていた。雨森所長も頻繁に出入りをしている。
〔漫画版〕
ごく普通の超高層ビルといった風貌をしている。ラーメタル接近によって倒壊が迫る中でも持ち堪えていたが、その頃には1000年盗賊によってビルは占拠されていた。
〔TV版〕
漫画版と異なり、より未来的な設計となり、中央のメインビルの周囲に低いビルが土台のようにヘキサゴン状に集まっているのが特徴。地球でのラーメタル対策の中心の場となった。
IDH本部
TV版のみに登場する東京近郊にある国際防衛軍（IDH）基地で、ヘキサゴン状の中央部に会議場があり、周辺には戦闘機や航空機の離発着の滑走路がある。雨森所長は委員長と共に、ここで地球各国の代表と共にラーメタル観測の報告を行い、それに対するために地球人類全体の協力と団結による活動を呼びかけるが、各国代表による、それぞれの国の利益が絡んだ態度や、自国民、さらには自分達だけが助かりたいという、剥き出しになった彼等のエゴに対し、失望と怒りを覚えている。後半にはラーメタル機甲団の攻撃と、弥生を裏切った夜森による爆破テロ活動によって、IDHは壊滅し、ラーメタルにはほぼ無力と化したのみならず、委員長亡き後には、地球一般人への救出を放り投げてしまい、地球脱出の為の各国エリートの選別の方に力を注ぐ有様だった。
1000年盗賊のアジト
TV版に登場する1000年盗賊の本部で、寂れたコンクリート洋館の外観に似合わず、内部には様々な最新設備があり、セレンの机には、IDHとの隠密回線を仕込んだTV電話があり、弥生との和解後には、1000年女王の地下基地とも回線を結んだ。地下には牢獄もある。
始が21話、弥生が25話、雨森所長は33話で始めて訪れ、首領（セレン）と面会を果たす。
川田医院
TV版のみに登場する東京都内にある小さな病院。物語冒頭で雨森夫妻と始が爆発事故に巻き込まれた際に運び込まれ、始は助かったものの、両親はそこで死亡が確認された。番長の妹のチコも、ここに運び込まれて治療を受けている。
後に天文台や1000年盗賊が利用する病院となり、建物は地震で被害を受けながらも機能し、後半には負傷した夜森や、東京を大津波から守って疲弊して失神した弥生も運び込まれた。しかし、夜森には彼の部下の襲撃により、見張りのトレンチの男達は隙を突かれて逃走されてしまった。超能力を使って消耗して倒れた弥生は、ここで一時療養している。

関東大空洞船「ノア」
漫画及び映画版に登場。ラーメタルの接近から逃れるべく1000年女王たちが長い年月をかけて準備し、東京とその周辺がさながら浮遊大陸のように浮上した。弥生たちのいる地下大空洞、東京周辺の関東平野が丸ごと宇宙船として浮上するというものであり、通常の宇宙船というスケールを超えたものである。
映画版で弥生がこの空洞船をノアの方舟と表現しているように、名前はこれに由来する。
TV版ではこれに変わり、大宇宙船を地下大空洞で建造していた。女王控室では地上各地とすぐに電話で話すことが可能であるが、ハンズフリーであったり受話器が使用されたりと描写が一貫していない。
〔漫画版〕
ラーメタル接近に伴う惑星規模の災害から逃れる為に浮上。世界中の大都市が同様に宇宙空間に浮上し、各国の空洞船の代表者は弥生そっくりの顔をしている。地球各地の大都市や首都の機能を移転してはいるが、地球全ての人々や静物を避難させる事までは出来なかった。セレンが使用するものは「ミユ」と呼ばれる。
物語後半でのラーメタルとの戦いでは、レオパルド機甲団の進撃に対し、雨森所長達が原始的旧式兵器を以て防衛線を敷いて、ラーメタル勢を圧倒した。
〔映画版〕
関東平野そのものを浮上させ、大気の橋から来るラーメタル侵攻からの防波堤という形となる。映画では関東平野のみの登場だったが、漫画版同様に各種旧式兵器や、歴代1000年女王達の復活と活躍でラーメタルの侵攻を食い止めた後に、再び元の関東平野だった場所に降りたって機能を停止した。
魔女惑星カーミラ
ハンニバルが住処とする小惑星で、イボがついた棍棒のような形をしている。彼の意思で自在に宇宙を移動し、その戦力はレオパルドの空間機甲団一個艦隊に匹敵する。自らの戦力を誇示するレオパルドはハンニバルの窘めを受け、反論することが出来なかった。
機械宮殿
漫画版、TV版、映画版の全てで弥生が1000年女王としての執務に就く場所で、地上からは見えず、地下空洞に聖なる墓所の近くにある。床に巨大なスクリーンパネルが設置されていて、外界の様子を写したりすることが可能。様々なラーメタル製メカニズムで覆われているのでこの名があるが、そう呼ばれるのは漫画版のみ。宮殿内の移動には巨大な螺旋階段や、光のベールが球状になって使用者を包み込み、光の圧力で動くエレベーターが使用されている。
聖なる墓所
同じく全ての媒体で登場する墓守のミライが守る機械宮殿の近くにある歴代1000年女王達が眠る場所。ミライはここへ許可なく近寄る者であれば、例え女王の知り合いであっても、容赦なく攻撃をする。TV版では、地下空洞にある巨大な女性の立像が、墓の入口になっている。　
地球
太陽系第3惑星。作中ではラーメタルの接近などにより、地殻の変動などが起こったために地形が大きく変わっている。漫画版では海だった場所が盛り上がって、新しい陸地を形成するまでとなった。
地下大空洞
東京都練馬区大泉町の地下を中心として、直径40キロメートルに及ぶ大空洞帯。空洞の天井は高さ2キロ、内部は太古からの原始環境が保たれており、地下にもかかわらず外のように明るく、ジャングルが広がっている。
9800万年前の白亜紀ごろに小惑星が衝突。それによって生じたクレーターに物が溜まりこんでいった後、その堆積物が天井部分を残して収縮したことで生じた隙間が大空洞となった。大空洞内部には弥生たちのいる機械宮殿、歴代1000年女王の眠る聖なる墓地が存在するほか、多数の人口を収容可能な大団地が林立している。
漫画及び映画版では、この空洞を補強して関東大空洞船が作られ、これらの施設がその内部にあるというものであった。
ラーメタル
長大な楕円軌道を描き、1000年周期で太陽系を巡る惑星。1000年に一度、地球に接近するたびにその環境に大きな影響を与えてきた。ラーメタル語で「永遠の旅人」の意味。雨森教授により太陽系第10番惑星として発見された当初は「未確認移動惑星A-6」と呼ばれていたが、やがて教授の名をとって「雨森惑星」と呼ばれるようになった。その後、始たちは弥生から本当の名前がラーメタルであることを知らされる。なお、TV版ではセレンが始に渡したビデオレターでこの星の名を始たちに教えている。
金星
太陽系第2番惑星。本作では弥生と新1000年女王の決闘の舞台として登場。大陸アフロダイテの北の端に、先住民族の遺跡「黒い都」が存在する。100気圧の大気、500度の高温という苛酷な環境のため、両者は目に見えない無限シールドに身を包んだ状態で決闘を行った。

## 書誌情報

### サンケイ出版（現：扶桑社）ワクワクコミックスとして刊行
劇画版
新書版に先行して刊行された。B5サイズで、1巻につき約100回分（100ページ）収録。冒頭10数ページがカラーになっているほか、セル画やピンナップの付録があり、巻末には作者やアニメ製作スタッフのインタビュー、読者の投稿などが掲載されていた。PART10までの刊行予定だったが、PART5までしか刊行されなかったため完結していない。
- 『新竹取物語 1000年女王 PART1』サンケイ出版、1980年7月20日。
- 『新竹取物語 1000年女王 PART2』サンケイ出版、1980年12月1日。
- 『新竹取物語 1000年女王 PART3』サンケイ出版、1981年4月16日。
- 『新竹取物語 1000年女王 PART4』サンケイ出版、1981年7月15日。
- 『新竹取物語 1000年女王 PART5』サンケイ出版、1981年12月25日。

新書版
全5巻。一般的なサイズのコミックス。1巻につき約200回分（200ページ）収録。

### 小学館より刊行
※小学館版は「1000年女王」のタイトルで刊行されている。
B6ハードカバー版、文庫版
共に全3巻。
My First WIDE版
上下巻。コンビニコミック。

### 産経新聞出版より刊行
2009年12月から2010年2月まで産経新聞出版から、上・中・下巻の全3巻が1ヶ月に1巻ずつのペースで刊行された。コンビニコミック。

## アニメ

### TV版
1981年4月16日から1982年3月25日までフジテレビ系で毎週木曜日19時から『銀河鉄道999』の後番組として放映された。アニメーション制作は東映動画。プロデューサー・土屋登喜蔵の弁によればアニメの場合、普通3、4か月と放映期間を決め、視聴率がよければさらに伸ばすというやり方をとるが本作は第1回が始まった時点で1年間の放映が予定されているという、破格の扱いだった。これにより全52話の放映が予定され、初回視聴率は20%台だったが、作品解説の節にあるように前番組『999』ほどの人気を得られず、全42話となっている。
各回の冒頭は来宮良子のナレーションで始まり、第2話以降は前回までのあらすじから始まる形をとっている。ただし、20話のみ石原良がナレーションを行っている。次回予告は始が行い、最後は「次回 新竹取物語1000年女王（サブタイトル）見てね！」で締める。
日本国外でも放映され、アメリカでは1984年に『Captain Harlock and the Queen of 1.000 Years』のタイトルで同じく松本原作のテレビアニメ『宇宙海賊キャプテンハーロック』と併せて再編集された65話が放映されたが、視聴率は芳しくなかったという。

#### スタッフ
- 企画：土屋登喜蔵(フジテレビ)、横山賢二、小湊洋市
- 製作担当：佐伯雅久
- チーフディレクター：西沢信孝
- 総作画監督（キャラクターデザイン）：兼森義則

- メカニックデザイン：板橋克己
- チーフデザイナー（美術設定）：土田勇
- 音楽：宇崎竜童（作曲・編曲）、朝川朋之（編曲）
- 制作：フジテレビ、東映動画

#### 主題歌・イメージソング など
主題歌
オープニング「コスモス・ドリーム ~宇宙をかける夢~」
作詞 - 阿木燿子 / 作曲 - 宇崎竜童 / 編曲 - 船山基紀 / 歌 - 高梨雅樹
エンディング「まほろば伝説」
作詞 - 阿木燿子 / 作曲 - 宇崎竜童 / 編曲 - 船山基紀 / 歌 - 石川まなみ
高梨、石川ともに後述するイメージソング「愛は翼に乗って」の歌手募集で、全国1898人の応募者の中から選ばれた。1981年3月21日発売。
「コスモス・ドリーム」は、2013年12月6日に高梨（原大輔）による「PARADISE-K」名義でのセルフカバー版がインディーズで発売している（編曲は船山と高橋登也の共同名義）。また、成田賢によるカバーバージョンも日本コロムビアから発売のアルバム「松本零士のすべて SFロマンの世界」に収録されている。
挿入歌（作中では未使用）
「明日の明星（ヴィーナス）」
作詞 - 阿木燿子 / 作曲 - 宇崎竜童 /  編曲 - 大村雅朗 / 歌 - 戸田恵子
雨森始役の戸田恵子が、両親を喪い、地球の運命を左右する事態に巻き込まれた境遇にある主人公雨森始の心情を唄う。
「ラーメタル・ララバイ」
作詞 - 阿木燿子 / 作曲 - 宇崎竜童 /  編曲 - 大村雅朗 / 歌 - 潘恵子
雪野弥生役の潘恵子が、故郷である遊星ラーメタルへの思いを抱くテーマの唄。
「飛べ!鉄のペガサス」
作詞 - 阿木燿子 / 作曲 - 宇崎竜童 / 編曲 - 大村雅朗 / 歌 - 高梨雅樹
高梨雅樹が唄うOPアニメや、最終回ラストで弥生が駆る天馬（ペガサス）をイメージしたソング。
「さよならからの旅立ち ~Time has come,time has passed~」
作詞 - 阿木燿子 / 作曲 - 宇崎竜童 / 編曲 - 大村雅朗 / 歌 - 石川まなみ
石川まなみが唄う、弥生との出逢いと愛、別れを綴るイメージソング。
イメージソング
「星空のメッセージ」
作詞 - 阿木燿子 / 作曲 - 宇崎竜童 / 編曲 - 船山基紀 / 歌 - 潘恵子、スラップスティック
「愛は翼に乗って」
作詞 - 阿木燿子 / 作曲 - 宇崎竜童 / 編曲 - 青木望 / 演奏 - 1000年女王グランドオーケストラ
アニメの放送に先立ち、1980年9月21日に上記2曲を収録したシングルレコードがキャニオン・レコードより発売された。スラップスティック名義のシングルとしては初のものとなる。
A面が「星空のメッセージ」、B面が「愛は翼に乗って」で、A面の「星空のメッセージ」は、アニメ放映前のテレビ特番（下記参照）でも流された。
B面の「愛は翼に乗って」はインストルメンタルとなっており、アニメ主題歌の歌手を一般から募集するのに使用された。高梨雅樹と石川まなみは、この一般公募によって選ばれている。
なお、2曲ともアニメ本編中では使用されてはいない。

#### 各話リスト
| 話数   | 放送日         | サブタイトル             | 脚本     | 演出       | 作画監督         | 美術     |
| ------ | -------------- | ------------------------ | -------- | ---------- | ---------------- | -------- |
| 第1話  | 1981年 4月16日 | 1999年9月9日零時9分9秒   | 藤川桂介 | 西沢信孝   | 及川博史         | 松本健治 |
| 第2話  | 4月23日        | 始よ、広い宇宙を見ろ!    | 藤川桂介 | 葛西治     | なかじまちゅうじ | 田中資幸 |
| 第3話  | 4月30日        | 1000年盗賊の陰謀         | 田口成光 | 川田武範   | 落合正宗         | 土田勇   |
| 第4話  | 5月7日         | 消えた隕石               | 田口成光 | 大谷恒清   | 津野二朗         | 坂本信人 |
| 第5話  | 5月14日        | 地底に船が…              | 山浦弘靖 | 井内秀治   | 内山まさゆき     | 土田勇   |
| 第6話  | 5月21日        | 地底の大団地             | 山浦弘靖 | 川田武範   | 落合正宗         | 坂本信人 |
| 第7話  | 5月28日        | 地下基地への招待         | 藤川桂介 | 井内秀治   | なかじまちゅうじ | 田中資幸 |
| 第8話  | 6月11日        | 危機を呼ぶ地下爆発!      | 藤川桂介 | 久岡敬史   | 稲野義信         | 松本健治 |
| 第9話  | 6月25日        | 大空洞の謎に迫れ!        | 田口成光 | 葛西治     | 長崎重信         | 坂本信人 |
| 第10話 | 7月9日         | 聖なる墓地の戦い         | 田口成光 | 大谷恒清   | 落合正宗         | 土田勇   |
| 第11話 | 7月23日        | 1000年盗賊は敵か味方か!? | 山浦弘靖 | 川田武範   | 津野二朗         | 土田勇   |
| 第12話 | 7月30日        | 天体望遠鏡の秘密         | 山浦弘靖 | 井内秀治   | 内山まさゆき     | 坂本信人 |
| 第13話 | 8月13日        | 処刑の夜明けが来る       | 藤川桂介 | 久岡敬史   | 落合正宗         | 松本健治 |
| 第14話 | 8月27日        | 機械宮殿の女王           | 藤川桂介 | 葛西治     | なかじまちゅうじ | 坂本信人 |
| 第15話 | 9月10日        | 真実は夕闇の中に         | 田口成光 | 箕ノ口克己 | 及川博史         | 松本健治 |
| 第16話 | 9月17日        | 悪魔の星ラーメタル       | 田口成光 | 川田武範   | 長崎重信         | 坂本信人 |
| 第17話 | 9月24日        | 弥生が天文台を去る日     | 山浦弘靖 | 大谷恒清   | 落合正宗         | 土田勇   |
| 第18話 | 10月1日        | 破局の前ぶれ地震         | 山浦弘靖 | 久岡敬史   | 津野二朗         | 坂本信人 |
| 第19話 | 10月8日        | 明日への決断             | 田口成光 | 井内秀治   | 内山まさゆき     | 土田勇   |
| 第20話 | 10月15日       | 迫り来る地球の危機!!     | 安藤豊弘 | 西沢信孝   | 兼森義則         | 坂本信人 |
| 第21話 | 10月22日       | 死神ゲランの疑惑         | 田口成光 | 葛西治     | 落合正宗         | 坂本信人 |
| 第22話 | 10月29日       | 影にうごめく男           | 山浦弘靖 | 箕ノ口克己 | なかじまちゅうじ | 土田勇   |
| 第23話 | 11月5日        | 嵐の夜の対決             | 山浦弘靖 | 川田武範   | 稲野義信         | 坂本信人 |
| 第24話 | 11月12日       | 二つのペンダント         | 田口成光 | 久岡敬史   | 内山まさゆき     | 松本健治 |
| 第25話 | 11月19日       | 宿敵を結ぶ絆             | 田口成光 | 井内秀治   | 長崎重信         | 坂本信人 |
| 第26話 | 11月26日       | 運命の再会               | 田口成光 | 葛西治     | 津野二朗         | 土田勇   |
| 第27話 | 12月3日        | 悪魔の星の使者           | 田口成光 | 箕ノ口克己 | 石井邦幸         | 坂本信人 |
| 第28話 | 12月10日       | 反逆への旅立ち           | 田口成光 | 大谷恒清   | なかじまちゅうじ | 松本健治 |
| 第29話 | 12月17日       | 黒い都の決闘             | 安藤豊弘 | 川田武範   | 及川博史         | 坂本信人 |
| 第30話 | 12月24日       | 宿命の星を撃て!          | 安藤豊弘 | 久岡敬史   | 石井邦幸         | 松本健治 |
| 第31話 | 1982年 1月7日  | 飛べ! フェニックス       | 安藤豊弘 | 葛西治     | 稲野義信         | 土田勇   |
| 第32話 | 1月14日        | 地球攻撃命令             | 田口成光 | 箕ノ口克己 | 内山まさゆき     | 坂本信人 |
| 第33話 | 1月21日        | 1000年女王の奇跡         | 田口成光 | 川田武範   | 津野二朗         | 坂本信人 |
| 第34話 | 1月28日        | 戦闘艦ふたつ星出撃!      | 山浦弘靖 | 久岡敬史   | 石井邦幸         | 土田勇   |
| 第35話 | 2月4日         | 地底大避難!              | 山浦弘靖 | 葛西治     | なかじまちゅうじ | 坂本信人 |
| 第36話 | 2月11日        | 地球壊滅の序章           | 田口成光 | 箕ノ口克己 | 及川博史         | 土田勇   |
| 第37話 | 2月18日        | 絶望の海を渡れ!          | 田口成光 | 川田武範   | 内山まさゆき     | 坂本信人 |
| 第38話 | 2月25日        | 大決戦前夜               | 安藤豊弘 | 久岡敬史   | 津野二朗         | 土田勇   |
| 第39話 | 3月4日         | 明日なき勝利             | 安藤豊弘 | 箕ノ口克己 | 稲野義信         | 坂本信人 |
| 第40話 | 3月11日        | 暗黒彗星の呪い           | 山浦弘靖 | 川田武範   | 落合正宗         | 脇威志   |
| 第41話 | 3月18日        | 地球最期の日             | 山浦弘靖 | 久岡敬史   | 津野二朗         | 坂本信人 |
| 第42話 | 3月25日        | 1000年女王の伝説         | 山浦弘靖 | 西沢信孝   | 兼森義則         | 坂本信人 |

#### 放送局
※放送日時は1982年3月終了時点、放送系列は放送当時のものとする。
| 放送地域       | 放送局         | 放送日時           | 放送系列                                     | 備考                    |
| -------------- | -------------- | ------------------ | -------------------------------------------- | ----------------------- |
| 関東広域圏     | フジテレビ     | 木曜 19:00 - 19:30 | フジテレビ系列                               | 制作局                  |
| 北海道         | 北海道文化放送 | 木曜 19:00 - 19:30 | フジテレビ系列                               |                         |
| 宮城県         | 仙台放送       | 木曜 19:00 - 19:30 | フジテレビ系列                               |                         |
| 長野県         | 長野放送       | 木曜 19:00 - 19:30 | フジテレビ系列                               |                         |
| 静岡県         | テレビ静岡     | 木曜 19:00 - 19:30 | フジテレビ系列                               |                         |
| 富山県         | 富山テレビ     | 木曜 19:00 - 19:30 | フジテレビ系列                               |                         |
| 石川県         | 石川テレビ     | 木曜 19:00 - 19:30 | フジテレビ系列                               |                         |
| 福井県         | 福井テレビ     | 木曜 19:00 - 19:30 | フジテレビ系列                               |                         |
| 中京広域圏     | 東海テレビ     | 木曜 19:00 - 19:30 | フジテレビ系列                               |                         |
| 島根県・鳥取県 | 山陰中央テレビ | 木曜 19:00 - 19:30 | フジテレビ系列                               |                         |
| 岡山県・香川県 | 岡山放送       | 木曜 19:00 - 19:30 | フジテレビ系列                               |                         |
| 広島県         | テレビ新広島   | 木曜 19:00 - 19:30 | フジテレビ系列                               |                         |
| 福岡県         | テレビ西日本   | 木曜 19:00 - 19:30 | フジテレビ系列                               |                         |
| 佐賀県         | サガテレビ     | 木曜 19:00 - 19:30 | フジテレビ系列                               |                         |
| 長崎県         | テレビ長崎     | 木曜 19:00 - 19:30 | フジテレビ系列 日本テレビ系列                |                         |
| 沖縄県         | 沖縄テレビ     | 木曜 19:00 - 19:30 | フジテレビ系列                               |                         |
| 青森県         | 青森テレビ     | 水曜 17:30 - 18:00 | TBS系列                                      |                         |
| 岩手県         | テレビ岩手     | 木曜 17:30 - 18:00 | 日本テレビ系列                               |                         |
| 秋田県         | 秋田テレビ     | 月曜 17:00 - 17:30 | フジテレビ系列 テレビ朝日系列                |                         |
| 福島県         | 福島テレビ     | 日曜 7:00 - 7:30   | TBS系列 フジテレビ系列                       |                         |
| 山梨県         | 山梨放送       | 水曜 17:30 - 18:00 | 日本テレビ系列                               |                         |
| 新潟県         | 新潟総合テレビ | 木曜 19:30 - 20:00 | フジテレビ系列 テレビ朝日系列                | 現・NST新潟総合テレビ。 |
| 近畿広域圏     | 関西テレビ     | 月曜 19:00 - 19:30 | フジテレビ系列                               | [ 注釈 8 ]              |
| 愛媛県         | 愛媛放送       | 火曜 17:25 - 17:55 | フジテレビ系列                               | 現・テレビ愛媛。        |
| 高知県         | テレビ高知     | 月曜 17:00 - 17:30 | TBS系列                                      |                         |
| 熊本県         | テレビ熊本     | 土曜 6:15 - 6:45   | フジテレビ系列 日本テレビ系列 テレビ朝日系列 |                         |
| 宮崎県         | テレビ宮崎     | 木曜 17:30 - 18:00 | フジテレビ系列 日本テレビ系列 テレビ朝日系列 |                         |
| 鹿児島県       | 鹿児島テレビ   | 金曜 17:15 - 17:45 | フジテレビ系列 日本テレビ系列 テレビ朝日系列 |                         |

### テレビ特番
新竹取物語 1000年女王 松本零士の世界
TV版を宣伝する前夜祭的な2時間番組として、1980年11月11日の火曜日にフジテレビの『火曜ワイドスペシャル』で放送された、2時間の特別番組。基本的な狙いは『銀河鉄道999』の後番組として1981年4月から始まる『新竹取物語 1000年女王』を紹介する前夜祭だが、『宇宙戦艦ヤマト』と当作の相乗効果で松本ブームが最高潮だったため、単に『1000年女王』の宣伝だけでなく、多くの松本アニメに登場するキャラクターと実写パートを組み合わせて製作された。OPは当時国鉄山口線に走っていたC57の撮影映像に、999号のヘッドマークをアニメで合成したもので、テーマソングはゴダイゴによる映画一作目の主題歌。
ヤマトが横浜港に、999号が上野駅に到着。その後999号には『男おいどん』の大山昇太が乗り込み、松本の故郷である九州を訪ねに行く。クライマックスでは『ヤマト』から森雪、スターシャ、テレサ、サーシャ（二代目）、『999』からメーテルとクイーン・エメラルダス、そして『1000年女王』からアニメ初披露となる雪野弥生らヒロイン陣が松本と対談する（アニメーション部分も実写部分と同じVTR撮影で、VTR撮影の絵を動かしながら声優がしゃべっている）という、当時の技術的にも非常に凝ったものだった。アニメ関連スタッフが大きく異なる『ヤマト』と『999』のコラボレーションなど、現在に至ってもここまで凝った形態の作品はあまり作られておらず、当時の松本ブームの熱狂ぶりをよく現している作品となっている。
ソフト化はされていないが、視聴者有志による録画が残されており、アマチュア団体の主催した『ヤマト』のイベントで、ごく一部が上映されたことがある。
'81春休みアニメまつり
TV版の宣伝として、1981年3月21日の土曜20:00（『決定!土曜特集 オレたちひょうきん族』開始までのつなぎ番組の一環）に放送、同時期開始する『Dr.スランプ アラレちゃん』『フーセンのドラ太郎』などや、継続中の『おじゃまんが山田くん』などと共に紹介された。
夏休み人気アニメ祭り アラレちゃん一家総登場!! 1000年女王の正体は!?
TV版が放送中の1981年7月25日に放送された1時間特番。『Dr.スランプ アラレちゃん』と本作のコラボレーションにより、両作品のキャラクターが共演した。新撮カットは少ないが、当時本編にまだ登場してないゴンドラが戦闘中に則巻家に落下し、逆に1000年女王の世界に来たアラレ達に世界の危機を説くというものであった。また番組中の大半において一方ずつの作品が放映された。
| フジテレビ系（一部除く） 木曜19時台前半枠 | フジテレビ系（一部除く） 木曜19時台前半枠 | フジテレビ系（一部除く） 木曜19時台前半枠 |
| 前番組                                    | 番組名                                    | 次番組                                    |
| ----------------------------------------- | ----------------------------------------- | ----------------------------------------- |
| 銀河鉄道999                               | 新竹取物語 1000年女王                     | パタリロ!                                 |

### 映画版
原作タイトルから「新竹取物語」を抜いた『1000年女王』に改題し、英タイトル兼小タイトルで『QUEEN MILLENNIA』という小さな文字も入った。タイトルロゴの形状も漫画版やTV版の飛び出したような逆三角的な文字と異なり、両端から中央に向かって奥まった形となり、「1000年女王」の文字の中央の最後の「0」と「年」の部分が一番小さくなり、「女王」の「女」文字の中に「♡」マークが入るものとなった。
TV版終了より一足早く1982年3月13日に東映系で公開。TVCMでのキャッチコピーは「1000年女王は メーテルなのか？」。タイトルが「1000年女王」となった理由について、TV版およびこの映画の脚本を担当した藤川によれば「TVアニメでは『竹取物語』同様に弥生が老夫婦に育てられているが、映画ではそうした描写がないため」との趣旨を映画ノベライズ本巻末でのあとがきで述べている。『銀河鉄道999』のヒロインであるメーテル役の池田昌子は、本作では実在の人物であるクレオパトラ役として出演している。その他、多くの主要声優も『銀河鉄道999』に別の重要キャラクター役（例えばTV版、映画版999のプロメシューム役で、TV版ナレーションも務めた来宮良子の場合は、本作では楊貴妃役）で出演している。
TV版の再編集ではなく、キャラクターデザインも一新されたオール新作である。原作者の松本は公開前のインタビューでこの映画について「ミステリアスでオカルトっぽい映画になります」とコメントし、ポスターのキャッチコピーも「今、地球は巨大なミステリーに飲み込まれる！」というもので、ミステリー色をアピールしたものとなっている。ヒロイン・雪野弥生の容姿も「ミステリアスでオカルト的な雰囲気が半減する」という松本の意向を受け、原作のそれに準拠したものとなった。
映画の連動企画としてニッポン放送「夜のドラマハウス」で「アマチュア声優コンテスト」が行われた。また、公開前の1月3日には「オールナイトニッポン新春スペシャル 1000年女王・超人ロック」、2月13日には「1000年女王愛のバレンタインデー」、3月3日には「1000年女王愛のフェスティバル」に声優陣などが参加して行われた。
なお、金田伊功の原画シーンでラーメタル機が被弾する欠番カットがあり、そのシーンは『ロマンアルバムEXTRA49 1000年女王』に収録されている。
同日には松竹系で『機動戦士ガンダムIII めぐりあい宇宙編』が公開されている。公開当時には東映配給の本作の前に『ガンダムIII』の予告編が、松竹配給の『ガンダムIII』の前に本作の予告編が上映された。配給会社の違う作品の予告編を流すのは当時としては珍しく、画期的なことだった。
なお初めてTV放映は、1983年8月にTV版を放送していたフジテレビ系列のローカル粋だった。

#### その他のスタッフ
- 作画監督（キャラクターデザイン）：山口泰弘
- メカニック作画監督：金田伊功
- メカニックデザイン協力：板橋克己
- 製作協力：東映動画
- 製作：1000年女王製作委員会

#### 音楽
- 喜多郎／1000年女王・オリジナル・サウンドトラック（1982年、CANYON、C28G0124）[注釈 12]

### 映像ソフト化
2005年6月21日に、TVアニメ全話を収録したDVD-BOXと映画版DVDが発売。TV版DVD-BOXはDVD1枚につき6話収録で全7枚。また2012年にTV版の単巻DVDでのリリースが行われ、VOL.1が2月21日に、VOL.2が3月21日に、VOL.3が4月21日に発売された。

## ラジオドラマ
オールナイトニッポン ラジメーション 新竹取物語 1000年女王（1981年04月16日）
オールナイトニッポン新春スペシャル 1000年女王・超人ロック（1982年01月03日）
上記2番組ともに、フジサンケイグループによるメディアミックス展開の一環としてオールナイトニッポンで放送されたラジオドラマ。
特集スペースアドベンチャー 新竹取物語 1000年女王（1992年01月04日〜01月05日）
NHK-FM放送で放送されたラジオドラマ。各回60分で全2回。脚色はじんのひろあき、演出は川口泰典。
雪野弥生をこだま愛が、雨森始をあづみれいかが演じ、夜森役には松重豊が起用されている。
その他のキャストは前田悠衣、ハマン、紘美雪、大島蓉子、松葉口泉、伊藤高史、石川秀樹。

## 演劇

### 松竹歌劇団
1981年3月7日から同年6月15日まで松竹歌劇団が国際劇場で公演した。演出は星野和彦が担当。
キャスト
- 雪野弥生 - 高城美輝
- 雨森始 - 滝真奈美
- 雨森教授 - 鵬寿美
- 夜森大介 - 千晶薫
- セレン - 奈津このみ

- 新1000年女王 - 立原千穂
- クレオパトラ - 藤川洋子
- アントニー - 薫京子
- シーザー - 峰かおり

### 朗読劇
2019年5月3日「1000年女王・復活祭」の名で、2020年に再始動するミュージカルのプレ公演として物語の重要な舞台でもある茨城県つくば市で声優による朗読劇が行われた。プロデューサーは野村道子。このイベントでは原作者の松本零士による開催メッセージがVTRで発表されたほか、アニメで弥生役を担当した潘恵子と娘の潘めぐみ親子による約30分のトークショーもあり、司会は野村が務めた。
キャスト
- ラーレラ - かないみか
- 雪野弥生 - 稲川英里
- 雨森教授 - 北沢洋
- 夜森大介 - 濱健人
- 雨森始 - 益山武明

- セレン - 夏吉ゆうこ
- ミライ - 齋藤綾
- レオパルド - 柿崎弟知
- Dr.ファラ - 小島権徳
- ナレーター - 長南翔太

## 関連書籍
フィルムコミックス
TV、映画版ともに、サンケイ出版より「ワクワク・フィルム・コミックス」としてフィルムコミック化された。
- TV版 - 全8巻。最終巻となる9巻は刊行されなかったため完結していない。
- 映画版 - 全2巻。上下巻で刊行。

小説
- サンケイ出版 ジュニア小説版

B6版サイズで全2巻。井口佳江子の脚色により原作の漫画版を小説化。1巻につき新聞連載200回分を小説化して全5巻刊行予定だったが2巻までとなっている。第1巻のサブタイトルはラーメタルの花嫁、第2巻サブタイトルはラー・暗黒太陽。
- 集英社文庫 コバルトシリーズ版

TV版と映画版の脚本を担当した藤川桂介の手により、TV版と映画版が小説化されている。TV版は全3巻、映画版は『1000年女王 映画篇』という題名で全1巻。
- 文化出版局 ポケットメイツ版

若桜木虔によるTV版の小説化。part1、part2、part3の全3巻。

## ゲームでの登場
プレイステーション用ゲーム『松本零士999 〜Story of Galaxy Express 999〜』では本作から雨森教授とミライ、ヤゴ（劇場版の新女王）が登場。雨森教授は「宇宙五大頭脳」という宇宙を代表する5人の天才科学者の1人で、土星の衛星タイタンで雪林という偽名を用いて暮らしているという設定。声はアニメと同じく永井一郎が担当している。ミライは劇場版に準じて体色が緑色となっており、声は宇和川恵美が担当。ヤゴ（新女王）は新1000年女王というクレジット表記となっていて声は大本眞基子が担当。またラーメタルが『キャプテンハーロック』の敵組織マゾーンから侵略されている、地球以外の有人惑星にも1000年女王を派遣していた、となっているなどゲームオリジナルの設定で登場している。
なお雪野弥生は『999』のプロメシュームと同一人物という1990年代以降の設定を反映し、プロメシュームがかつては1000年女王だったことについてメーテルやミライのセリフで言及されてはいるものの、雪野弥生と名乗っていた頃の生身の人間の姿で登場するシーンはない。

## その他のグッズ
TV放映時セイカノートから、ノートやかるた、ツクダからはジグソーパズル等が発売。
バンダイのプラモデルで999と同様に、登場メカのキット化が予定されていたが、前述のように999ほど人気が得られなかった為に、キット類は発売されなかった。なお、キットはゴンドラ、ふたつ星、クイーンマザウルス、そしてTV未登場のインセクターシップがラインナップにあった。https://twitter.com/v_mx/status/1050752103549825024/photo/3